# Museo de Arte y de Historia del Judaísmo
El Museo de Arte y de Historia del Judaísmo (en francés: Musée d'Art et d'Histoire du Judaïsme) es el museo judío más importante de Francia. Está instalado en el palacete de Saint-Aignan, ubicado en el barrio del Marais en París.
El museo da cuenta de la riqueza cultural e histórica de los judíos de Europa y de África del Norte, de la Edad Media hasta hoy. Su singular colección de objetos religiosos, archivos, manuscritos y obras de arte, pone de relieve las múltiples contribuciones de los judíos, en Francia y por el mundo, principalmente en el área de las artes. Las impresionantes colecciones del museo cuentan, entre otras, con obras de Marc Chagall y de Amedeo Modigliani.
Se compone de: 
- una librería que propone libros en torno al arte y a la historia de los judíos,
- una mediateca con un catálogo en línea abierta al público,
- un auditorio con un amplio programa de conferencias, conciertos, performances y seminarios.

Propone también visitas guiadas semanales en inglés durante la temporada turística –de abril a julio– a las que pueden acudir particulares, estudiantes y profesores. Ofrece también talleres para niños, familias y adultos.

## Historia del museo
En 1985, Claude-Gérard Marcus, Victor Klagsbald y Alain Erlande-Brandenburg lanzaron un proyecto de creación de un museo de arte y de historia dedicado a los judíos en París; lo apoyaban también la Ciudad de París, el ministerio de Cultura, representado por el entonces ministro de Cultura, Jack Lang.
El proyecto tenía dos objetivos: que París fuera dotado de un ambicioso museo dedicado al judaísmo y luego dar a conocer las colecciones nacionales adquiridas en las reservas del Museo Nacional de la Edad Media. Solo existía entonces en París un modesto museo dedicado al arte judío, en la calle des Saules.
A partir de 1988, la que dirigía el proyecto era Laurence Sigal-Klagsbald. El entonces alcalde de París, Jacques Chirac, fue el que designó el palacete de Saint-Aignan, en el barrio Le Marais, como sede del museo. Fue finalmente en 1998 cuando el museo abrió sus puertas.
La decisión de asentar el museo en Le Marais se tomó a conciencia. Desde el final del siglo XVIII, un grupo importante de judíos vivía en Le Marais Archivado el 15 de septiembre de 2019 en Wayback Machine.. Primero eran inmigrantes de Europa del Este, y más tarde de África del Norte, particularmente durante el proceso de la descolonización.
Hoy en día Le Marais se ha ido transformando profundamente: las tradicionales tiendas se han ido remplazando por creadores de moda. Sin embargo, el barrio sigue siendo un centro cultural con los museos tales como el Museo Carnavalet, el Museo Picasso y el Memorial de la Shoah.
Los dos arquitectos encargados de remodelar el interior del edificio, Catherine Bizouart y François Pin, no solo organizaron los espacios de las colecciones permanentes, sino que también crearon una mediateca, un auditorio, una librería y un espacio dedicado a los talleres pedagógicos. El museo propone espacios dedicados a exposiciones temporales, a actividades educativas así como a la investigación, lo que lo transforma en un lugar cultural, dinámico e innovador.

## Historia de la colección
La colección permanente del museo la constituyen tres fuentes principales:
- La primera es el museo de arte judío de París, cuya colección ha sido dada al mahJ: se trataba principalmente de objetos religiosos europeos, de obras gráficas de artistas judíos rusos y alemanes y de artistas de La Escuela de París, así como modelos arquitecturales de sinagogas europeas destruidas por los nazis.
- La segunda fuente es el Museo Nacional de la Edad Media en París, conocido bajo el nombre de museo de Cluny. Esta colección la constituyó Isaac Strauss Archivado el 25 de septiembre de 2020 en Wayback Machine., un judío francés del siglo XIX. A lo largo de sus viajes por Europa, juntó 149 objetos religiosos, esencialmente muebles, objetos ceremoniales y manuscritos hebreos: un arca sagrada italiana del siglo XV, anillos de matrimonio y ketubbot iluminados (contratos de matrimonio) son algunos de los ejemplos que se conservan de su colección. Se considera a Isaac Strauss como el primer coleccionista de objetos judíos. Parte de su colección se exhibió cuando la Exposición Universal de 1878, con gran éxito. Al morir Isaac Strauss, la baronesa Nathaniel de Rothschild adquirió la colección en 1890. Después la cedió al estado francés para que la diera al museo Cluny.

Unas sesenta y seis estelas funerarias de la Edad Media, del siglo XIII, descubiertas en 1894 en la calle Pierre Sarrazin, cerca del actual Bulevar Saint-Michel, se exponen en la sala de entrada de la colección permanente del mahJ. Representan el conjunto arqueológico más grande descubierto en suelo francés.
- La tercera fuente la forma un conjunto de préstamos a largo plazo procedentes de diversos museos: Centro Pompidou, museo de Orsay, museo del Louvre, museo nacional de Artes de África y Oceanía. También contribuyeron al enriquecer la colección, préstamos del Consistorio de París, del museo judío de Praga y de donaciones de la Fundación del Judaísmo francés. También ha adquirido el museo una gran colección de fotografías: consta de más de 1500 fotos, principalmente de comunidades judías de antes y de ahora, de acontecimientos histórico y del patrimonio arquitectural judío.

## Objetivos del museo
Objetivos oficiales
Cuando fue creado, el museo definió cinco misiones que se empeña en cumplir:
(1)	Presentar 2000 años de historia de las comunidades judías en Francia y contextualizarlas en la historia global del judaísmo.
(2)	Conservar, estudiar, difundir y promover la colección, los archivos y los documentos relativos a la historia y al arte judíos.
(3)	Hacer accesible la colección a un amplio público.
(4)	Organizar la difusión de todas las formas de expresiones artísticas relativas a la cultura judía en su diversidad completa.
(5)	Crear y ejecutar operaciones, actividades e iniciativas educativas para promover la cultura judía.
Otros objetivos
El mahJ ha escogido un periodo que va cubriendo la historia judía desde sus inicios en Francia hasta el nacimiento del estado de Israel. Explora la identidad judía sin que el recuerdo del Holocausto sea el elemento principal. En efecto, es un acontecimiento tan singular y memorable, que pudiera ocultar la riquísima herencia del judaísmo que se encuentra fuera de este y que se merece un espacio específico.
Por otra parte, el museo le da prioridad a un enfoque histórico del judaísmo. La colección del museo se organiza por orden cronológico y las obras presentadas siempre se sitúan en su contexto histórico. A diferencia de otros museos judíos europeos, el mahJ no se conforma con las fases de la vida religiosa; no se trata de una presentación didáctica del ciclo religioso en el judaísmo y no constituye un museo comunitario o confesional, sino que más bien, enseña el destino histórico de las comunidades judías a través del tiempo y del espacio.
El museo indaga también cuestiones fundamentales en cuanto al judaísmo y a la identidad judía. ¿Es el judaísmo una religión, la historia de una nación, de una cultura o de una civilización? ¿Existe una unidad que trascienda la diversidad en el seno de las comunidades judías?
Una parte importante de la colección la constituyen obras de arte desde la Edad Media hasta los principios del siglo XX; de ahí la pregunta: ¿qué es el arte judío? ¿Es un arte litúrgico o religioso? ¿Es un arte que representa temas y modos de vida judíos, o basta con que el artista sea judío?

## Colección permanente

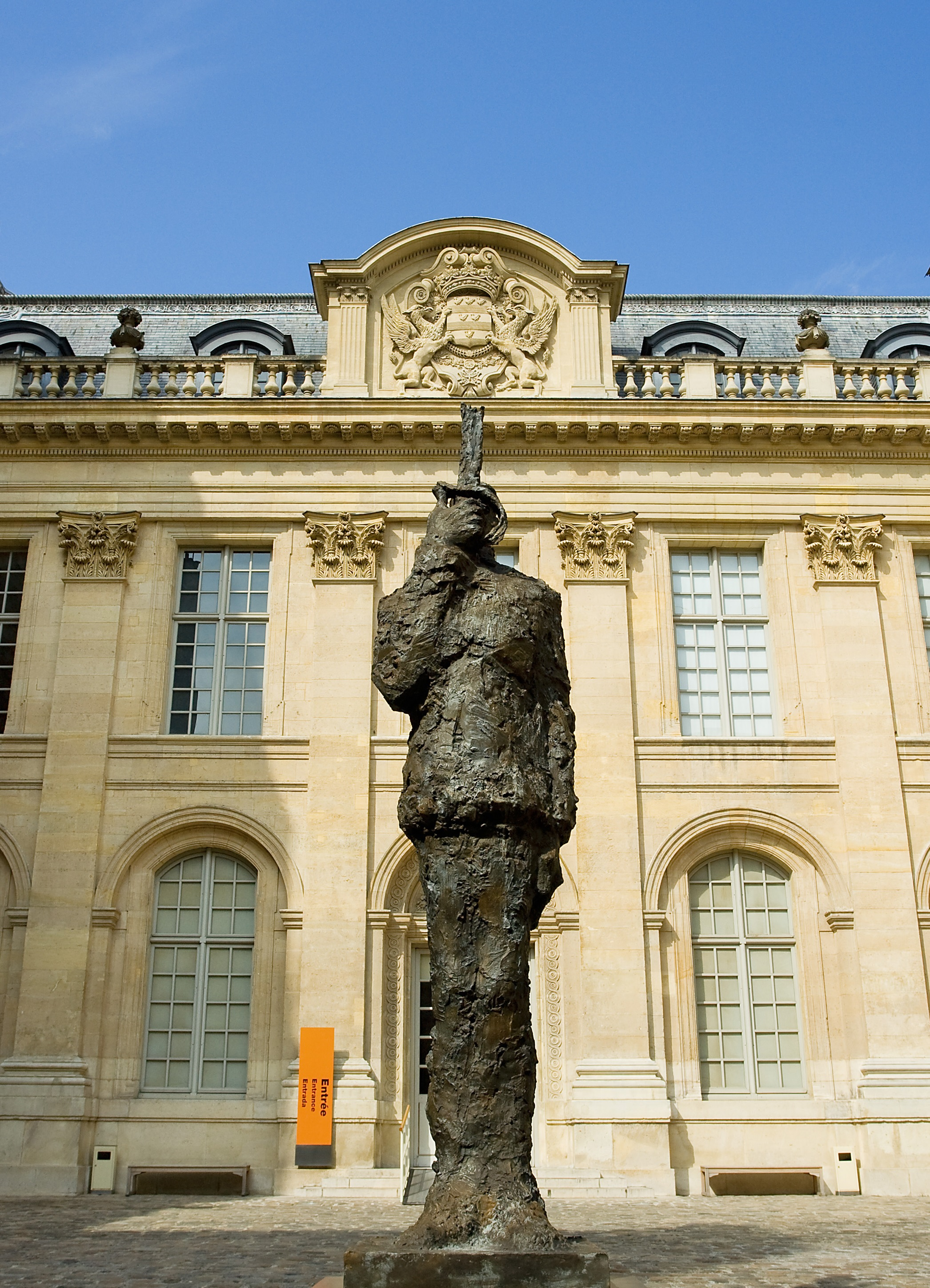
Louis Mitelberg alias TIM, Homenaje al Capitán Dreyfus, Paris, 2003, sobremoldeado de resina, 395 x 92 x 116cm. Reproducción de la versión original de 1988 que ahora se encuentra en la place Pierre-Lafue del 6º distrito de París. © Sylvain Sonnet

Cada objeto de la colección permanente abriga tres dimensiones: 
- una perspectiva histórica de una cierta época
- un tema en algunas regiones del judaísmo
- un lugar específico

El objetivo es de poner en evidencia la diversidad y la unidad de los rituales, de las creencias, del arte y de la cultura material de las comunidades judías en Europa y en África del Norte.
La situación de los judíos en Francia es original ya que los judíos askenazíes y los judíos sefardíes conviven y se entremezclan las dos tradiciones.
Sala de introducción
La visita empieza con una presentación de objetos simbólicos y de documentos fundamentales, prueba de la permanencia de la identidad y de la civilización judía, a pesar y por medio de la diáspora.
Judíos franceses en la Edad Media
El judaísmo francés ha conocido una rica vida cultural en la Edad media, así como son testigos de ellos pensadores judíos tales que Rashi, un rabino del siglo XI. En 1306, Felipe el Hermoso decretó la expulsión de los Judíos de Francia en 1394 y Carlos VII les prohibió totalmente residir en suelo francés. En la sala central del museo se exponen lápidas de un cementerio judío del siglo XIII en París. Tiene un valor excepcional, pues constituyen el conjunto arqueológico más importante nunca descubierto en suelo francés. En el fondo de la sala se pueden ver manuscritos preciosos expuestos en una vitrina. Cuatro objetos rituales del periodo precedente a la expulsión de los judíos ilustran el dinamismo de la vida judía en la Edad Media. El visitante descubre la organización de las comunidades, como compartían los conocimientos a través de las redes y la presencia de los judíos en el mundo cristiano.
Los Judíos en el Renacimiento italiano
Desde el Renacimiento hasta el siglo XIX, Italia no era un país unificado. La vida y la presencia de los judíos eran diferentes en cada región. Esta sala ilustra el esplendor cultural de algunas ciudades, tales como Módena y Venecia. Se expone el mobiliario de la sinagoga, en particular una arca santa excepcional de Módena; platería, bordados litúrgicos del mundo judío italiano. Estos objetos testimonian el refinamiento del arte italiano en el Renacimiento. Las etapas del ciclo de la vida judía – nacimiento, circuncisión, bar mitzvah y matrimonio – vienen ilustrados por objetos, joyas y manuscritos. Los contratos de matrimonio iluminados (ketubot) están enmarcados en cuadros. Varias pinturas del siglo XVIII, probablemente obra de Marco Marcuola, representan escenas religiosas de la vida judía en Venecia. Una obra maestra de 1720 realizada por Alessandro Magnasco, "il Lissandrino", plasma un entierro judío de estilo barroco tardío. El cuadro expresa muy bien el tormento pero no le falta realismo ya que algunos detalles representan fielmente las costumbres judías. A Magnasco le interesaban muchísimo los temas judíos y pintaba numerosas sinagogas en sus cuadros.

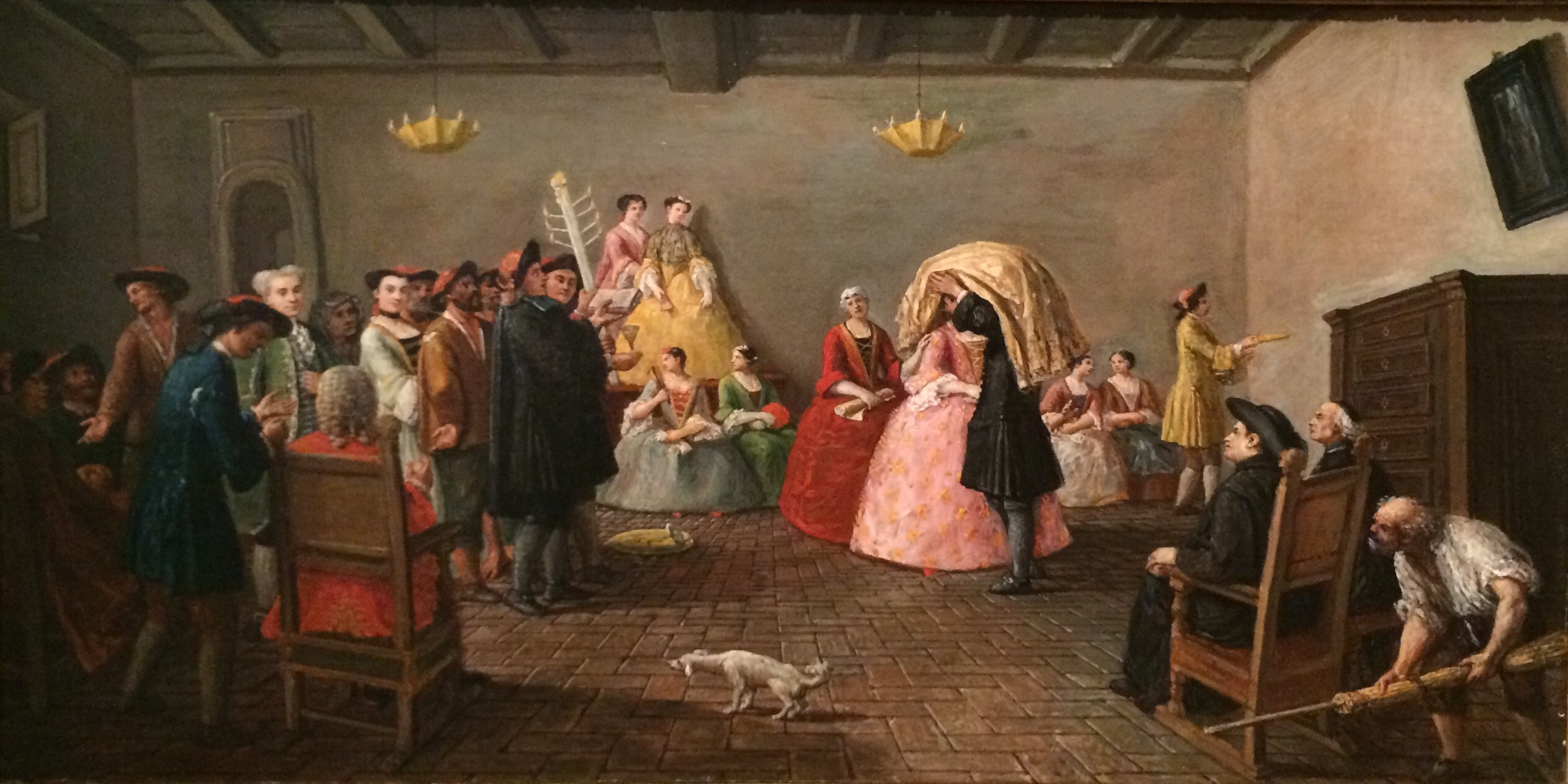
Marco Marcuola, Matrimonio judío, Venecia, alredador de 1780, óleo sobre lienzo, marco de madera y estuco moldeado y dorado, 41,9 x 81 cm, Museo de Arte e Historia Judía, París.
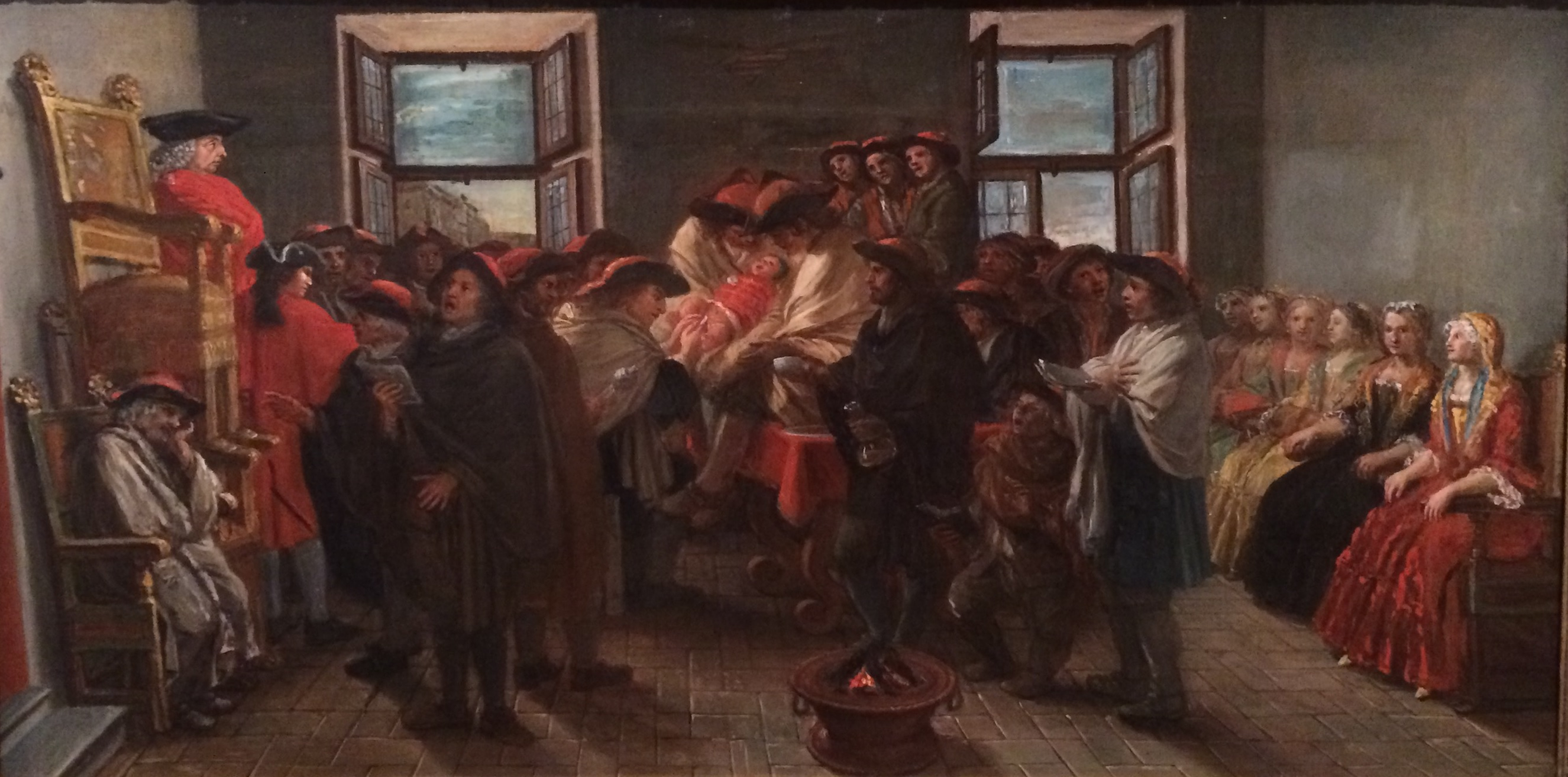
Marco Marcuola, Una circuncisión, Venecia, alredador de 1780, óleo sobre lienzo, marco de madera dorada, estuco, molduras, 41,9 x 81 cm, Museo de Arte e Historia Judía, París.
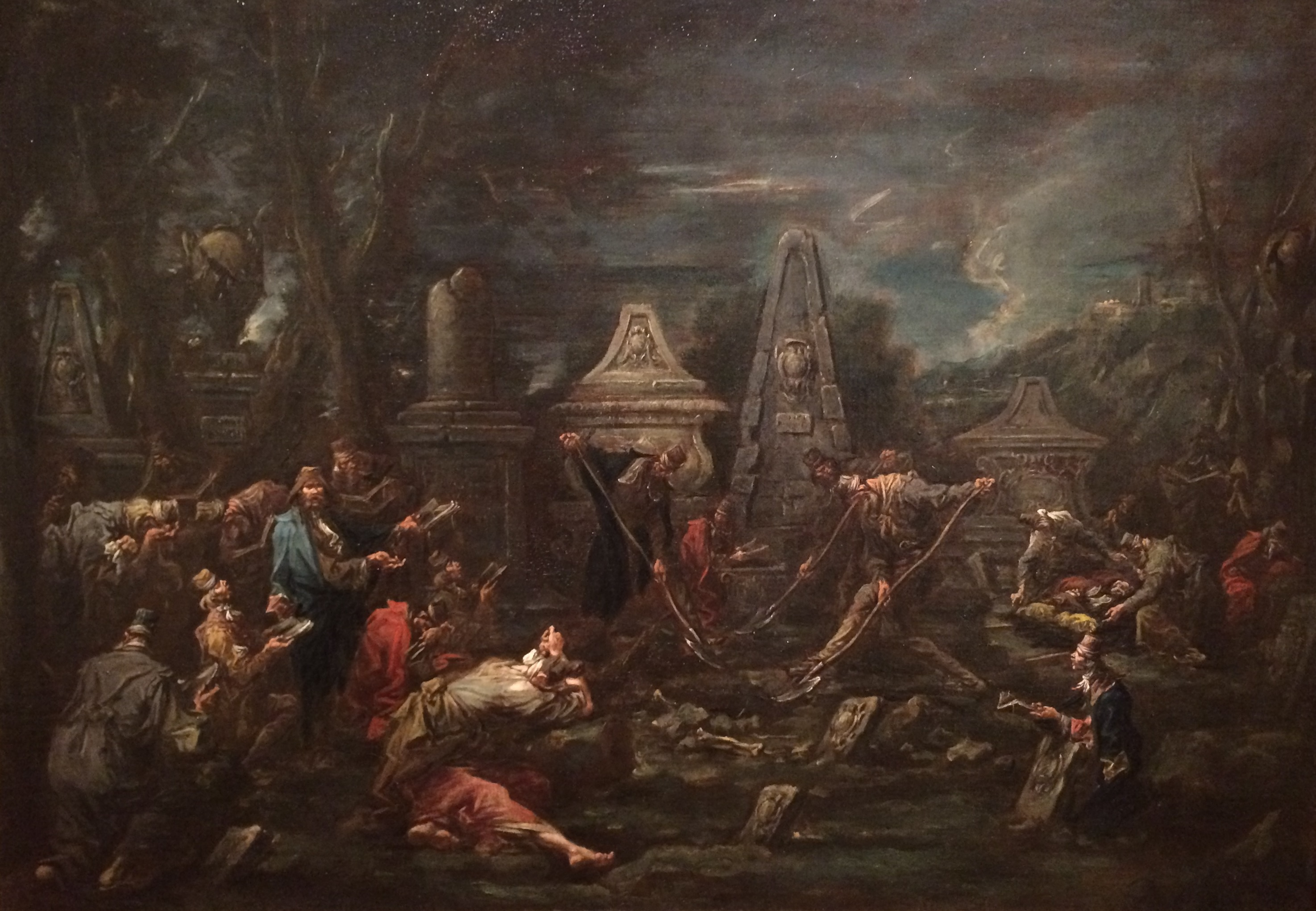
Alessandro Magnasco, Funerales judíos, Génova, alredador de 1720, óleo sobre lienzo, 87 x 117 cm, depósito del Museo del Louvre, París.

Janucá
Una sala del mahJ se dedica por completo a la fiesta de Janucá (Hannukah), en la que se expone una colección excepcional de Hannukiot, con una variedad tanto en las formas como en el dibujo, los orígenes y las épocas. Este panorama es “una metáfora de la dispersión de los judíos por el mundo y de su anclaje en las culturas dominantes”.

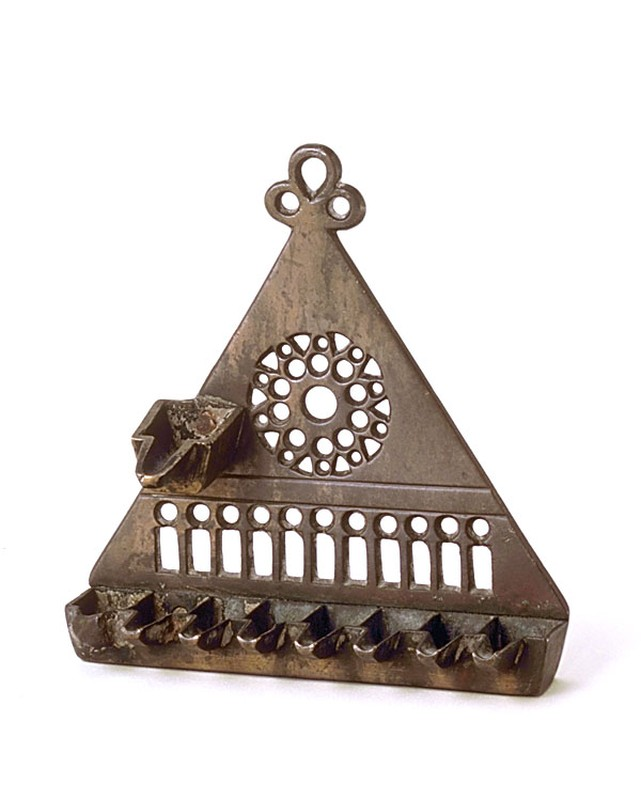
Francia,.
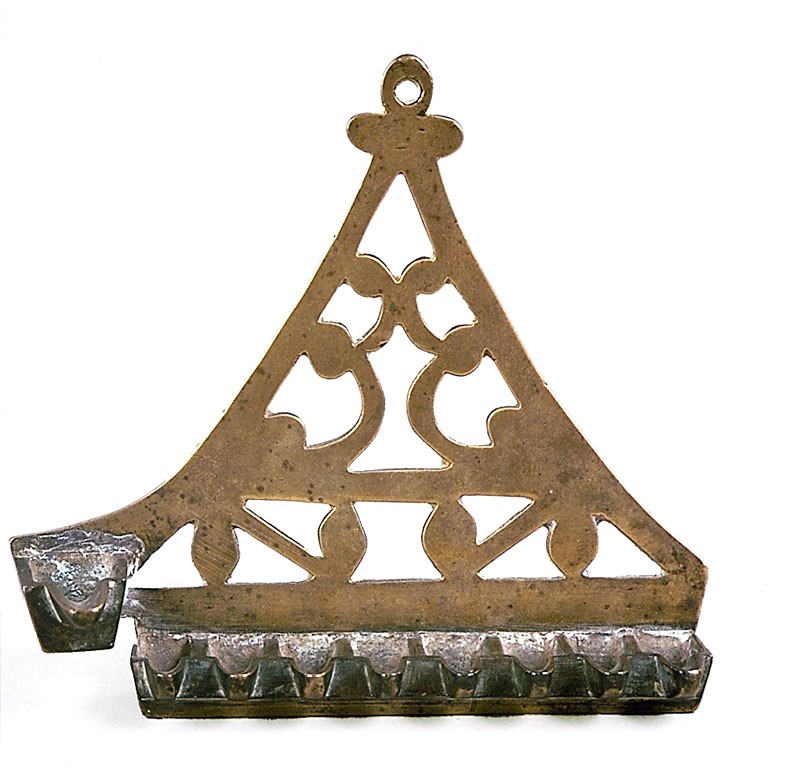
Francia,.
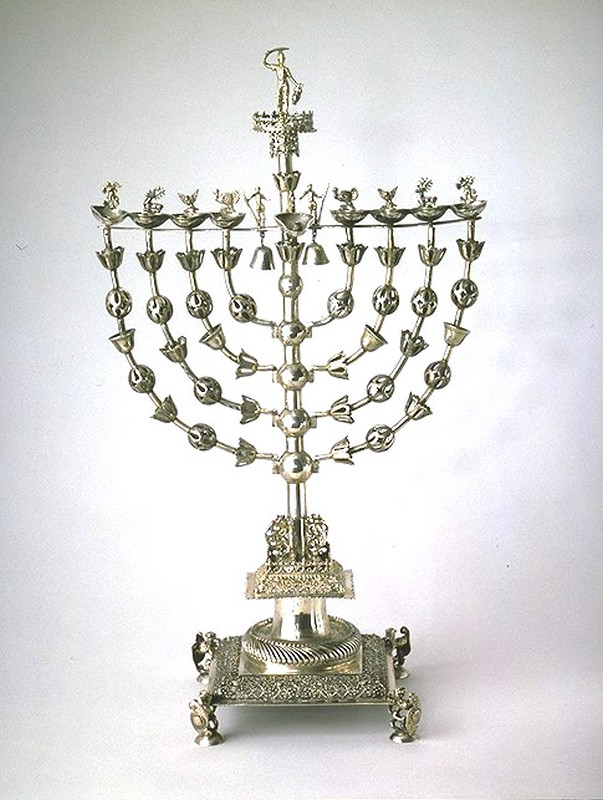
Alemania,.
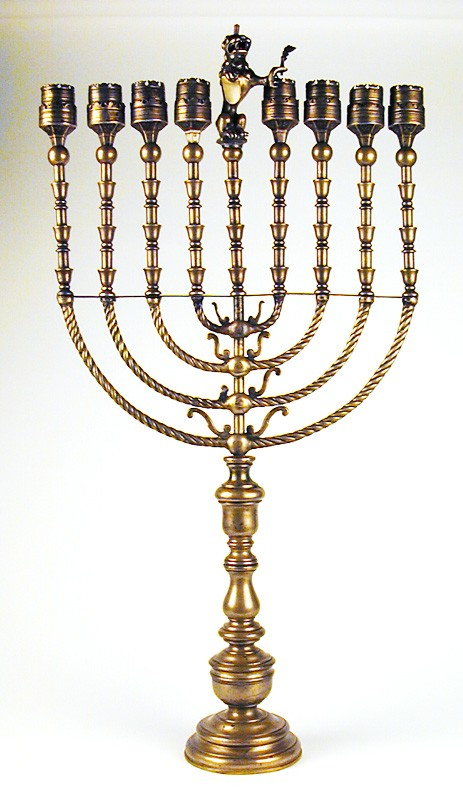
Italia,.
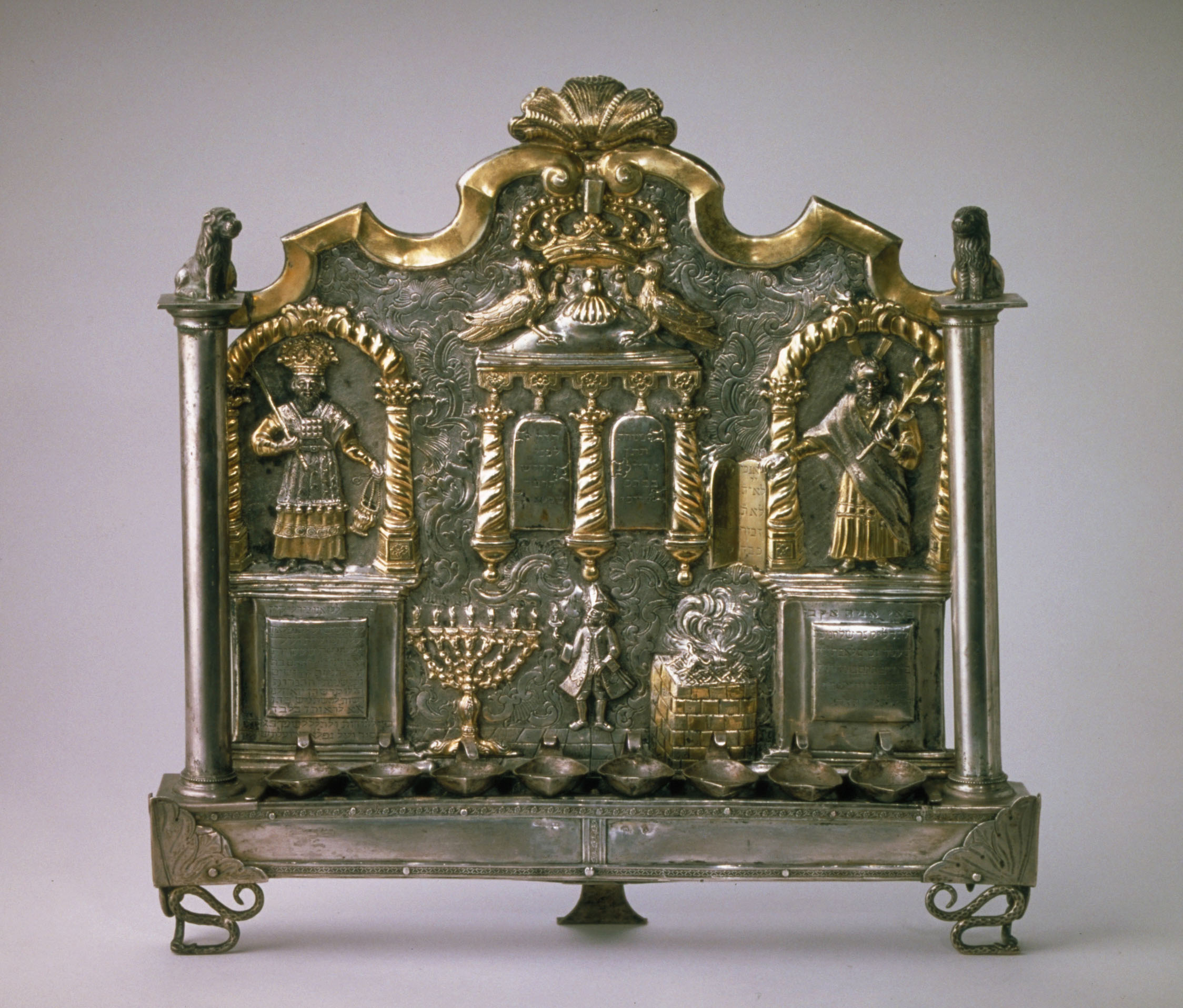
Polonia,.
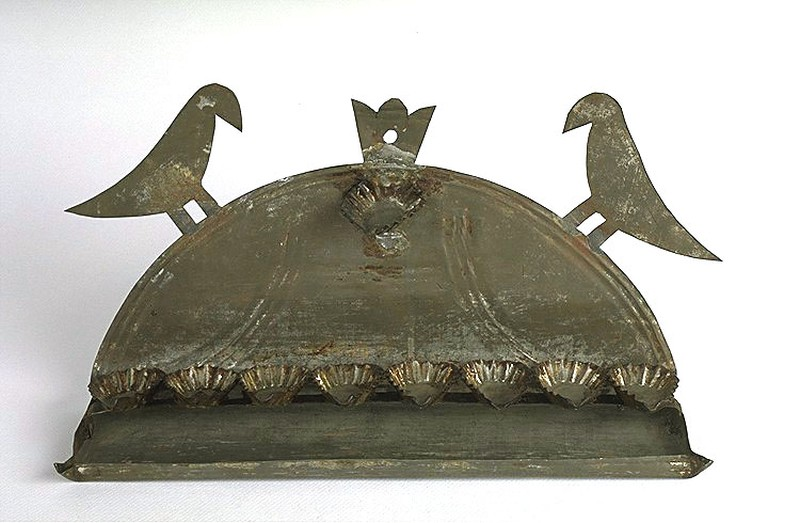
Francia,.
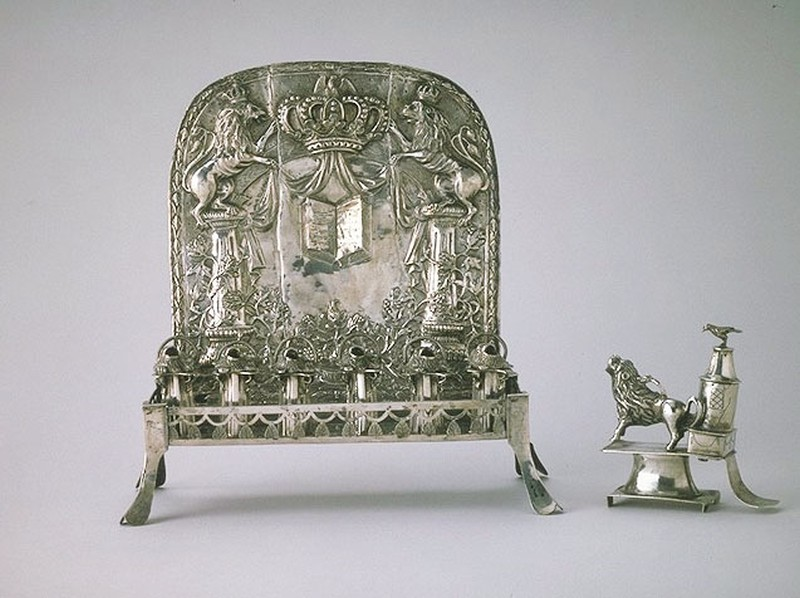
Europa,.
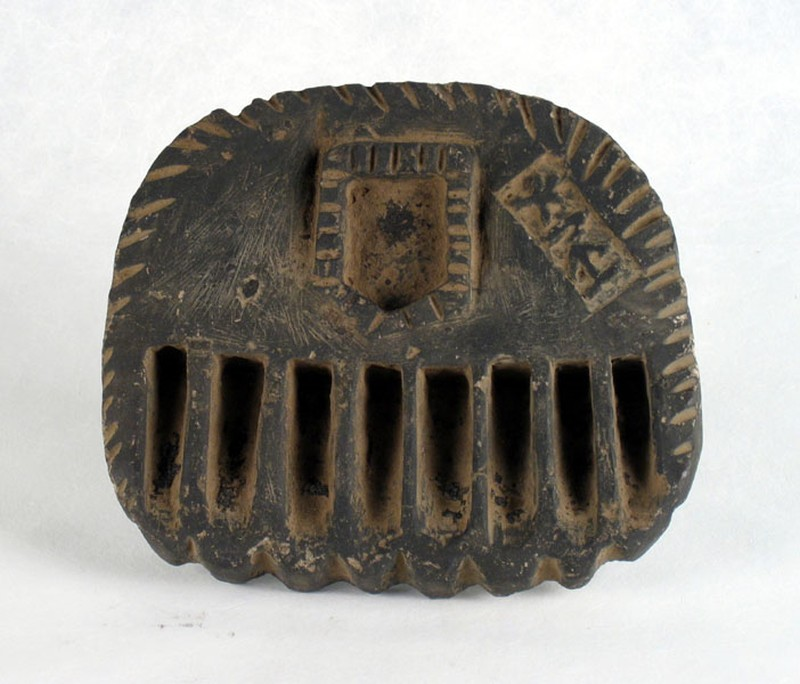
Yemen,.
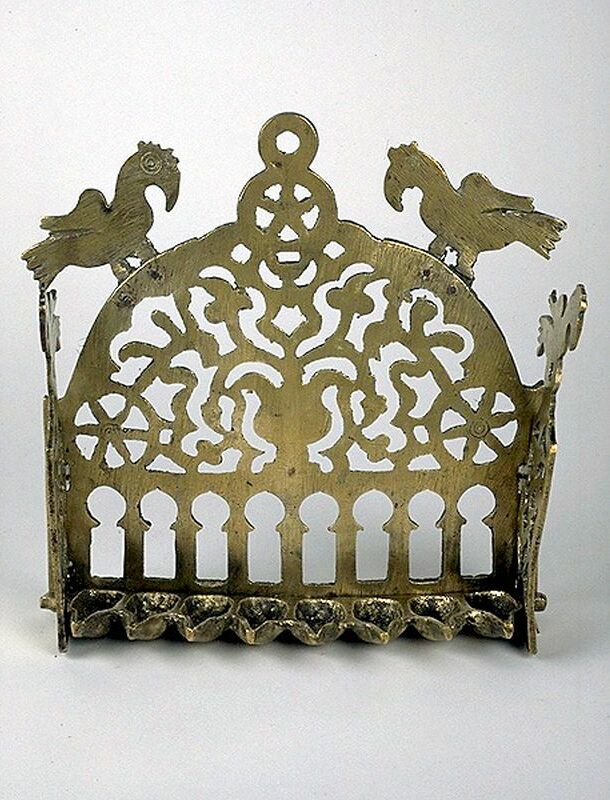
Túnez,.
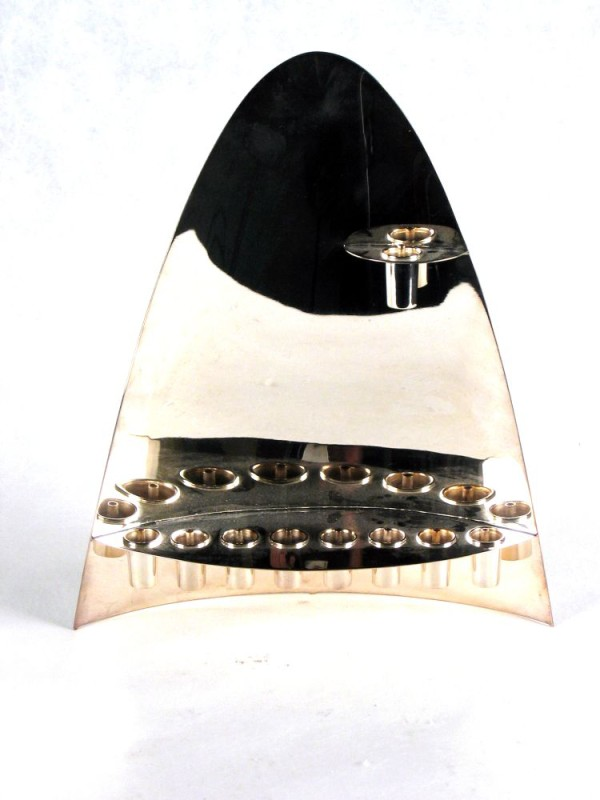
Israel,.

- Francia, siglo XIV.
- Francia, siglo XVI.
- Alemania, siglo XVII.
- Italia, siglo XVIII.
- Polonia, siglo XVIII.
- Francia, siglo XIX.
- Europa, siglo XIX.
- Yemen, siglo XX.
- Túnez, siglo XX.
- Israel, siglo XX.

Ámsterdam, el encuentro de dos diásporas
Una pequeña colección de grabados holandeses del siglo XVII y del siglo XVIII representan la enrancia de los judíos españoles después de su expulsión de España. Consta de una hermosa serie de Bernard Picart titulada Ceremonias y costumbres religiosas de todos los pueblos del mundo, ilustración de la integración de los judíos portugueses a las comunidades de Ámsterdam, después de su expulsión en 1496-1497. Esta zona hace resaltar la importancia de las relaciones entre las comunidades. Para terminar, un escaparate presenta la evolución de los documentos impresos en hebreo por medio de libros únicos, verdaderas obras maestras de documentos impresos.
El año próximo en Jerusalén
Uno de los objetos emblemáticos del mahJ es una sucá austriaca del siglo XIX totalmente restaurada y decorada con los lugares importantes del judaísmo como por ejemplo Jerusalén. Además de plasmar diversos objetos y textos rituales, representa las tres peregrinaciones, Pésaj (Pessa’h), Shavuot (Chavouot) y Sucot (Succot) subrayando asimismo la importancia céntrica de Jerusalén en la conciencia judía.

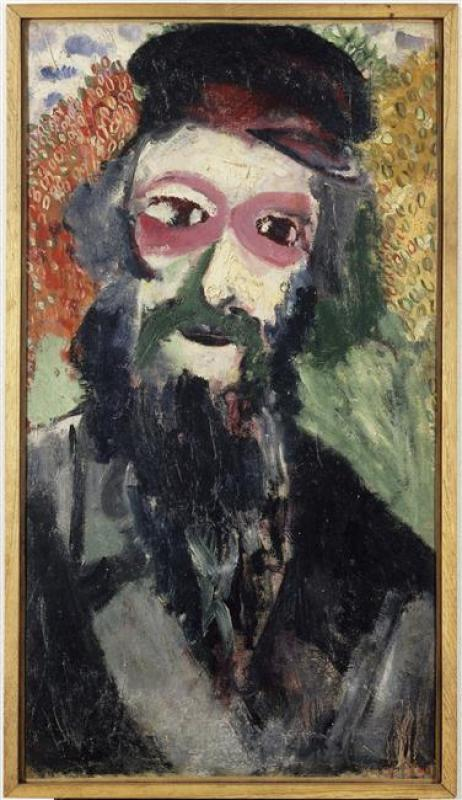
Marc Chagall,El Padre, París, Francia, 1911, óleo sobre lienzo, 80 x 44,20 cm, depósito del Museo Nacional de Arte Moderno, Centro Pompidou.

El universo askenazí
Varias maquetas de sinagogas de Europa oriental, en gran parte destruidas por los nazis, nos recuerdan un universo ahora desaparecido. Un cuadro que hechiza, pintado en 1892 por Samuel Hirszenberg, cuyo título es El cementerio judío, describe las condiciones de vida difíciles de las comunidades judías en Polonia y en Rusia, víctimas de las persecuciones (pogroms) a finales del siglo XIX. Dos cuadros pintados por Marc Chagall dan testimonio de la vida de los judíos en los shtetls (pueblos donde vivían casi exclusivamente judíos en Europa oriental). En las vitrinas se conservan obras relativas al tema del shabbat, del rezo y de la liturgia. Dan a conocer brevemente los movimientos estudiosos del pensamiento religioso del siglo XIX. Además, el mahJ presenta una excepcional colección de mappot - pañoletas de lino destinadas a fajar al niño recién circunciso -, exclusivamente en las comunidades del este de Francia.

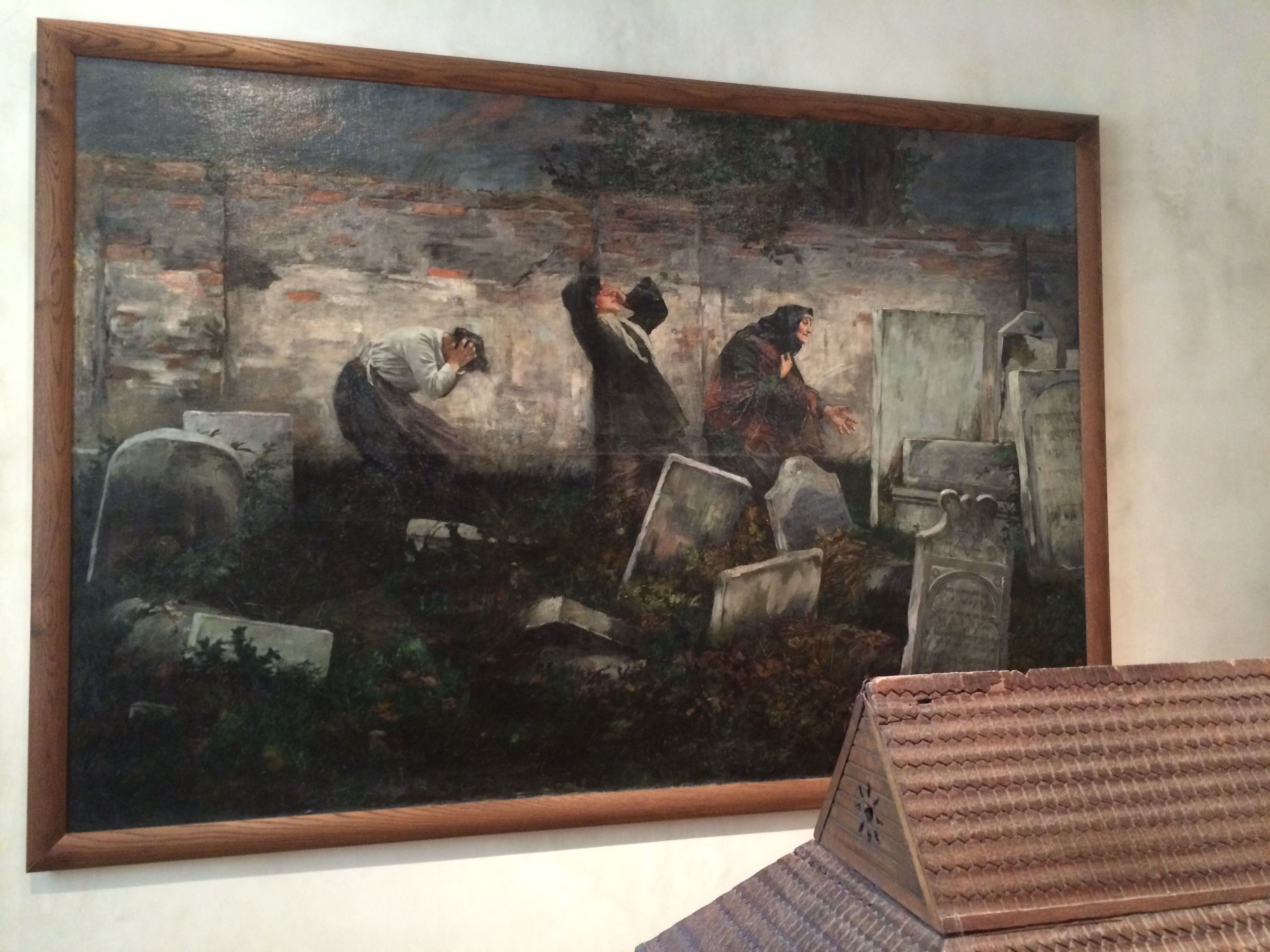
Samuel Hirszenberg, Cementerio Judío, Lodz, Polonia, 1892, óleo sobre lienzo, 198 x 296 cm, Museo de arte e historia del Judaísmo,París.

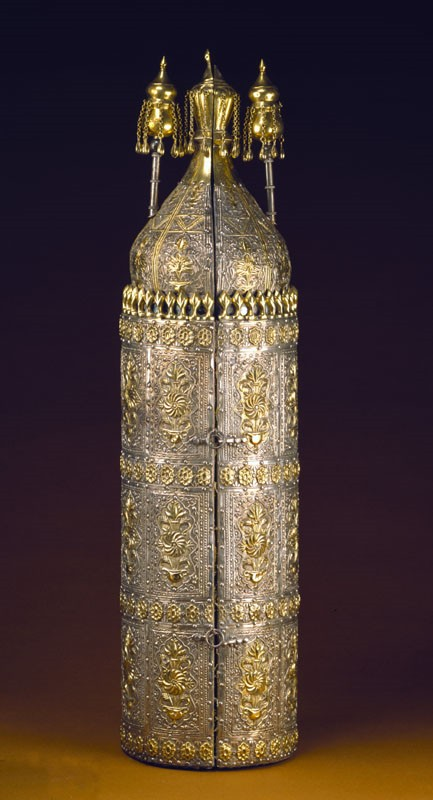
Estuche de plata de la Torá y Sefer Torá, pergamino de la Torá, Imperio Otomano, 1860, madera, plata grabada y repelida, piel de gacela, 86 x 21 cm, depósito del Museo Nacional de la Edad Media, París.

El universo sefardí
La colección sefardí se acerca a los mismos temas que los evocados en la colección askenazí para notar la similitud y a la vez los contrastes entre las dos tradiciones. Las diferencias en cuanto a las costumbres religiosas en las comunidades de los judíos sefardíes, según la procedencia geográfica, se nota en la variedad de los textiles, el trabajo de la plata de objetos rituales, de útiles caseros y del arte popular.
La colección consta de una amplia gama de objetos etnográficos que ilustran la riqueza de las tradiciones y de las ceremonias familiares, así como suntuosos trajes de los judíos del Magreb, del imperio otomán y del Medio Oriente. Este viaje por las comunidades de la diáspora se enriquece con pinturas y grabados orientalistas y fotografías antiguas.

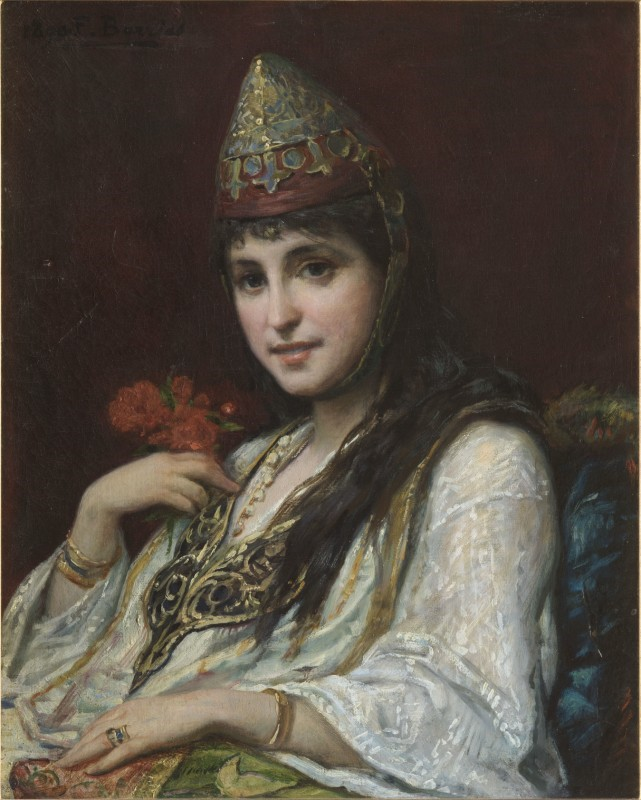
Félix-Joseph Barrias,Mujer con hennin, 1890, óleo sobre lienzo, 41,5 x 33 cm, Museo de Arte e Historia Judía, París. El hennin es un tocado femenino de la Edad Media, gorro cónico muy alto y rígido.

Emancipación de los Judíos, el modelo francés
La emancipación de los judíos en Francia empezó con la Revolución francesa a finales del siglo XVIII: son ciudadanos franceses en 1790-1791. Esta parte del mahJ ofrece un panorama del judaísmo francés a lo largo del siglo XIX. Hace particular hincapié en los momentos importantes de le integración de los judíos en la sociedad moderna, con la creación de los consistorios en 1808; fue Napoleón Bonaparte el que organizó el judaísmo francés así como la instauración del laicismo del Estado en 1905. Todo viene ilustrado por obras de artistas judíos, franceses y europeos, que plasman temas vinculados con el judaísmo: Alphonse Lévy, Edouard Brandon, Edouard Moyse, Samuel Hirszenberg, Maurycy Gottlieb y Maurycy Minkowski. Sus obras dan prueba de que el arte judío no es solamente litúrgico o tradicional: por fin, los judíos tienen la autorización de estudiar en La Escuela de Bellas Artes y numerosos artistas judíos de aquella época quieren ser fieles a las tradiciones de las Bellas Artes. El ascenso social de numerosos judíos en Francia, lo ilustran varios retratos de personalidades políticas, económicas y culturales: Rachel, Adolphe Crémieux, y los hermanos Pereire.

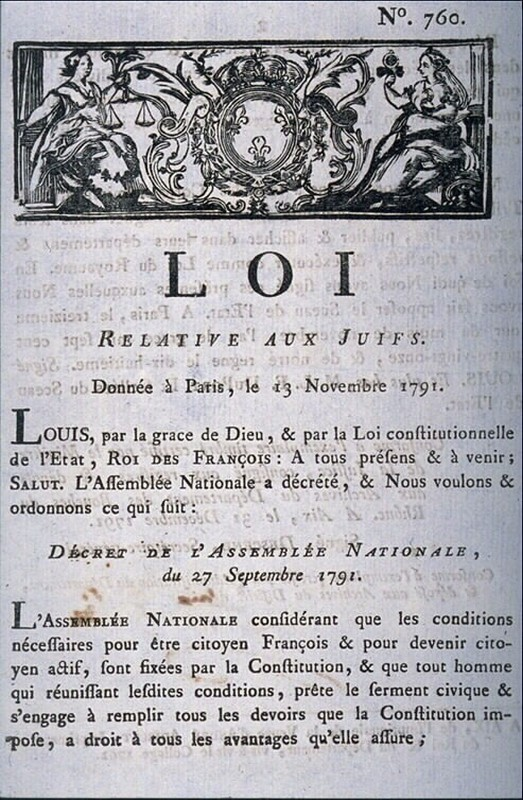
Ley relativa a los judíos, dada en París el 13 de noviembre de 1791, Grenoble, 1791, impresión en papel verjurado, escritura a mano en tinta, 24,5 x 19 cm, Museo de Arte e Historia Judía, París.
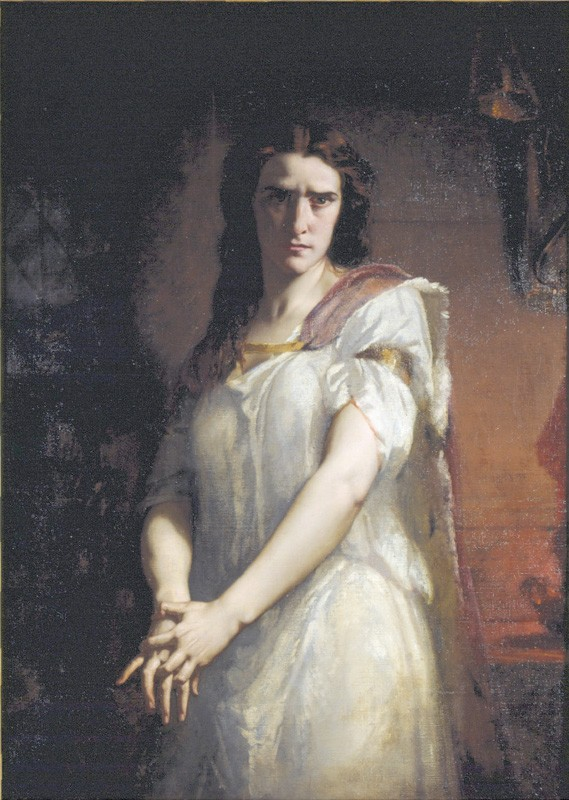
Charles-Louis Müller, Raquel en Lady Macbeth, París, 1849, óleo sobre tela, marco original: madera, yeso, dorado, 129 x 92,5 cm, Museo de Arte e Historia Judía, París.
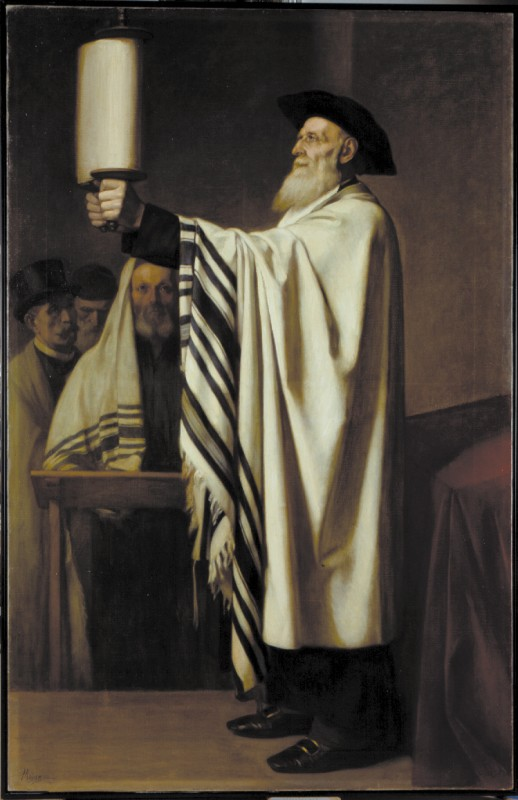
Edouard Moyse, El Gran Rabino presenta a los fieles el Libro de la Ley, Francia, 1896, óleo sobre lienzo, 168,4 x 109,3 cm, depósito de la sinagoga de Buffault, París.
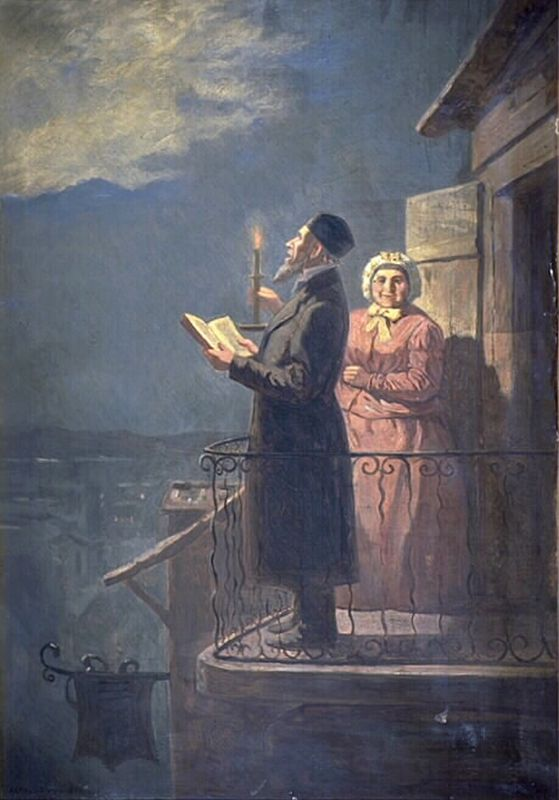
Alphonse Levy, Velada de oración, Francia, 1883, óleo sobre tela, 61 x 43 cm, Museo de Arte e Historia Judía, fondos del Museo de Arte Judío de París.

El caso Dreyfus
El fondo Dreyfus tiene más de 3000 objetos excepcionales relacionados con el caso, donación de los nietos de Alfred y Lucie Dreyfus. Varias piezas son visibles en el recorrido permanente: cartas escritas por Alfred Dreyfus a su esposa a partir de su encarcelamiento en 1894, sus memorias, manuscritos, fotografías, sus galones que fueron arrancados durante la ceremonia pública de degradación en 1895 en el patio de la Escuela militar, sus efectos personales, artículos de periódicos, etc.
Una reproducción de la estatua de 4,92 m de altura, realizada por el artista francés de origen polaco Louis “TIM” Mitelberg en 1986, se encuentra en el centro del patio principal del museo: Alfred Dreyfus sujeta su espada rota.

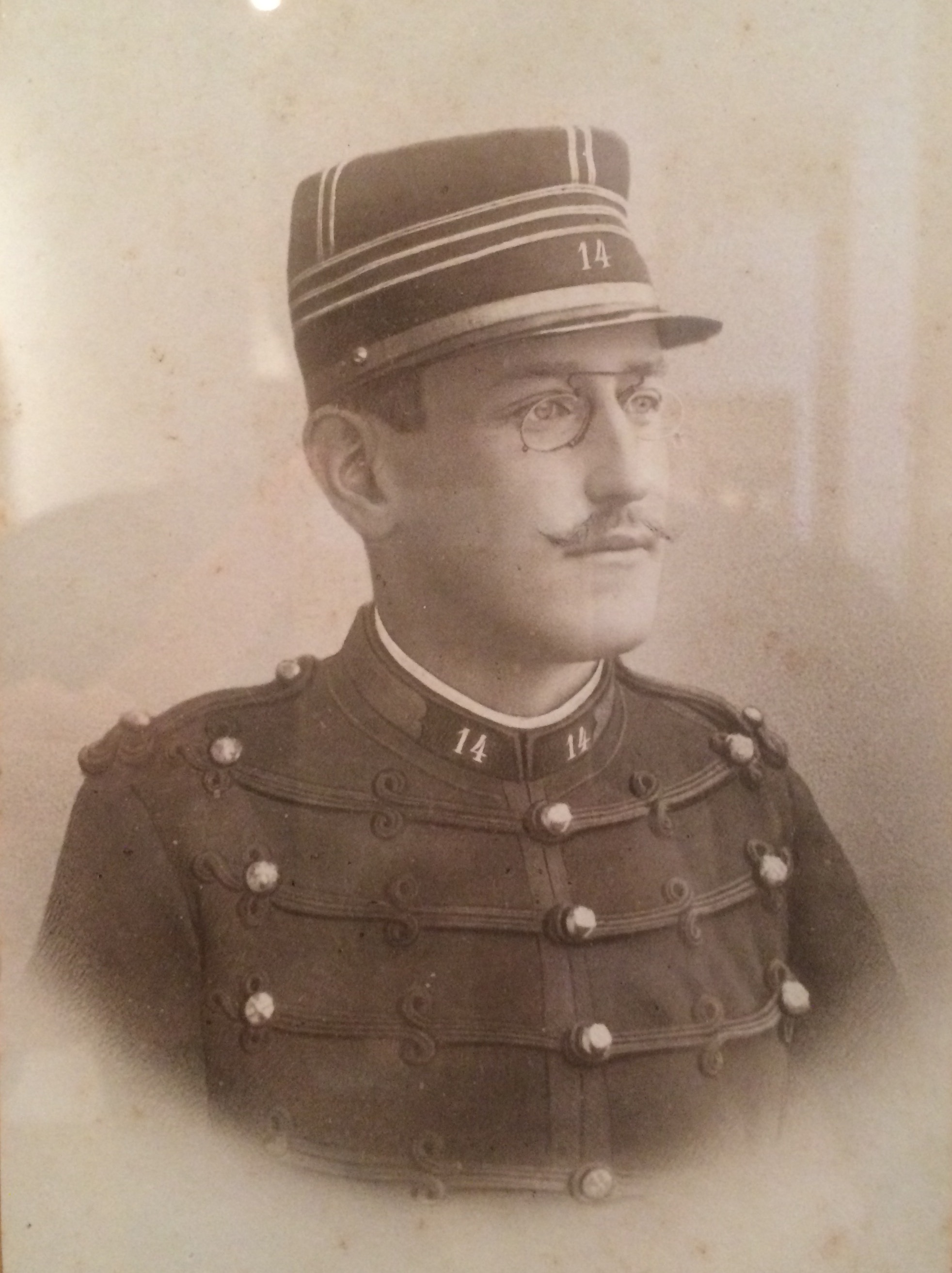
Aron Gerschel, Alfred Dreyfus con uniforme, París, hacia 1890, impresión de gelatina de plata y bromuro pegada sobre cartón, 13,5 x 9,5 cm, Museo de arte e historia del Judaísmo, París.
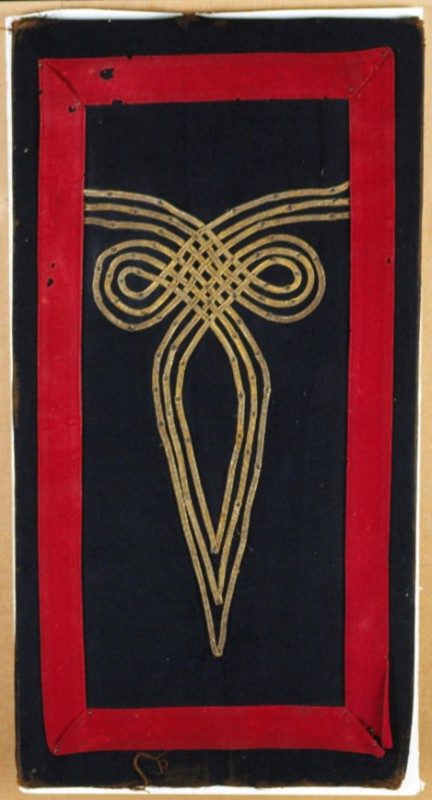
Galeones arrancados de Alfred Dreyfus el día de su degradación (05 Enero 1895), trenza de hilo de oro, fieltro de lana roja, otomano de seda, donación de los nietos de Alfred y Lucie Dreyfus, Museo de arte e historia del Judaísmo, París.
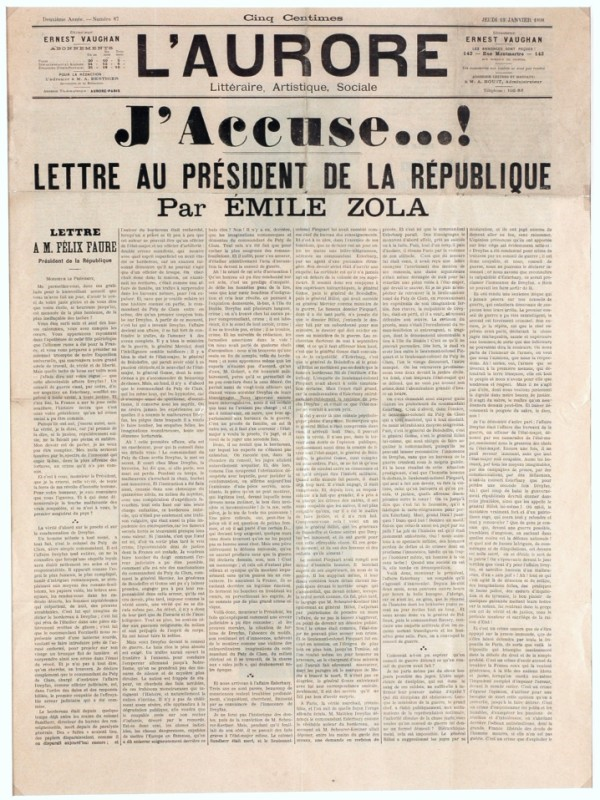
Emile Zola,J'accuse...!, París, 13 de enero de 1898, carta publicada en el periódico L'Aurore acusando al gobierno por su tratamiento del caso Dreyfus, Museo de arte e historia del Judaísmo, París.
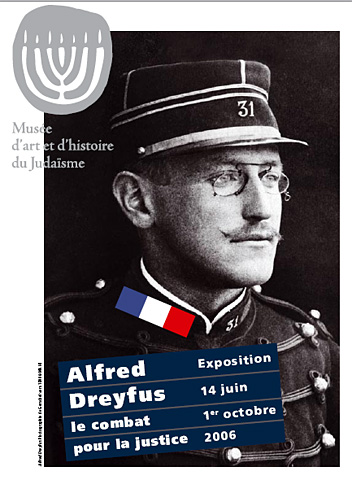
Cartel de la exposición Alfred Dreyfus, la lucha por la justicia de 2006, Museo de arte e historia del Judaísmo, París.

Movimientos intelectuales y políticos en Europa
Esta parte del museo presenta la vida intelectual floreciente de los judíos europeos a la vuelta del siglo XX, resaltando la emergencia del sionismo, el renacimiento de la lengua hebraica, el pleno desarrollo de la cultura yidis, así como la emergencia de movimientos políticos en Rusia y en Polonia, por ejemplo el Bund. Una pequeña sección se dedica a la creación del estado de Israel.
La presencia judía en el arte del siglo XX
Esta parte del museo presenta obras sobre papel y libros de principios del siglo XX que ilustran el renacimiento de la cultura judía en Alemania y en Rusia en aquella época. Uno de los objetivos del museo es la de ampliar el conocimiento del público en cuanto a las grandes orientaciones estilísticas de artistas importantes, a veces olvidados. Se enfocan en el folklore, los motivos ornamentales, los temas bíblicos, y la caligrafía hebraica.
Toma también en cuenta la contribución de artistas judíos al arte a nivel mundial a principios del siglo XX. El mahJ presenta a unos artistas de la Escuela de París: Amedeo Modigliani, Jules Pascin, Michel Kikoine, Jacques Lipchitz y Chana Orloff. La diversidad de cada uno en su desarrollo individual y su confrontación con la modernidad, testimonian la transición del arte judío hacia una expresión artística que ya no es exclusivamente religiosa.
El museo ha adquirido una colección de archivos de más de un millar de documentos relativos al artista Jacques Lipchitz, particularmente numerosas fotografías y manuscritos.

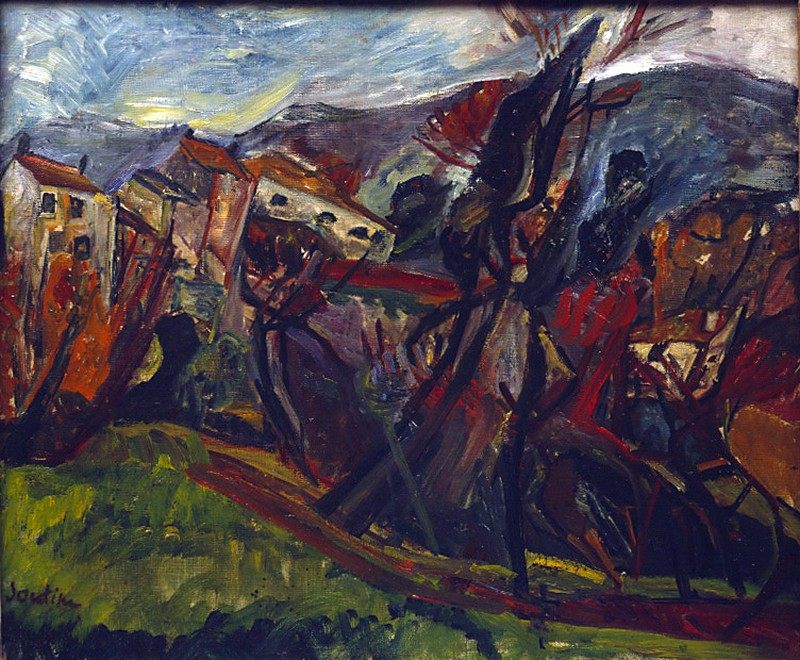
Chaim Soutine, Paisaje de Céret, Francia, finales de 1919, óleo sobre tela, 54 x 65 cm, donación de Claire Maratier, hija de Michel Kikoine, Museo de arte e historia del judaísmo, París.
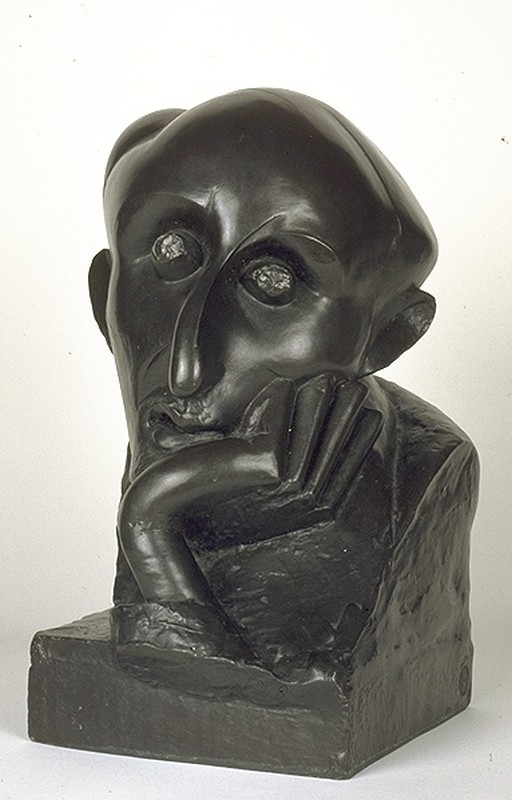
Chana Orloff, El pintor judío, París, siglo XX, bronce patinado, 35,5 x 21,5 x 31 cm, Museo de arte e historia del judaísmo, París.
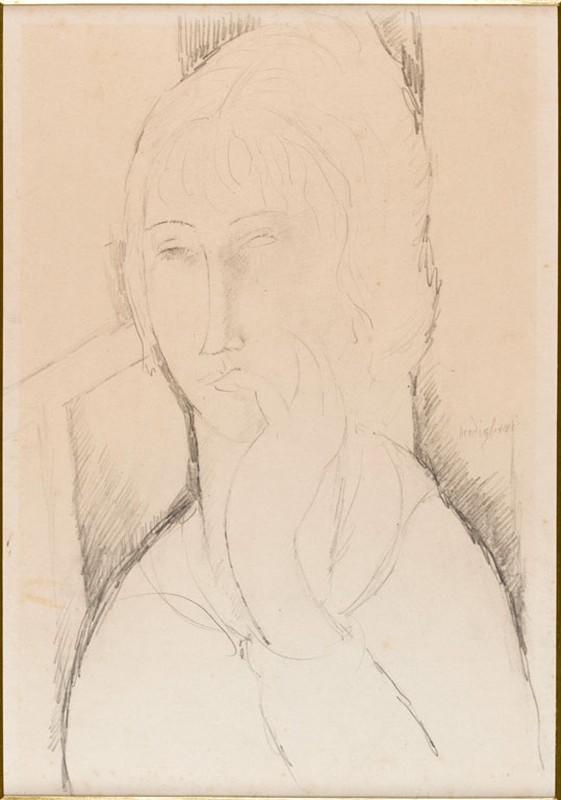
Amedeo Modigliani, Mujer joven en un busto, París, 1918, grafito sobre papel, 41 x 29 cm, depósito de la Fundación Pro-Mahj.

Ser judío en París en 1939

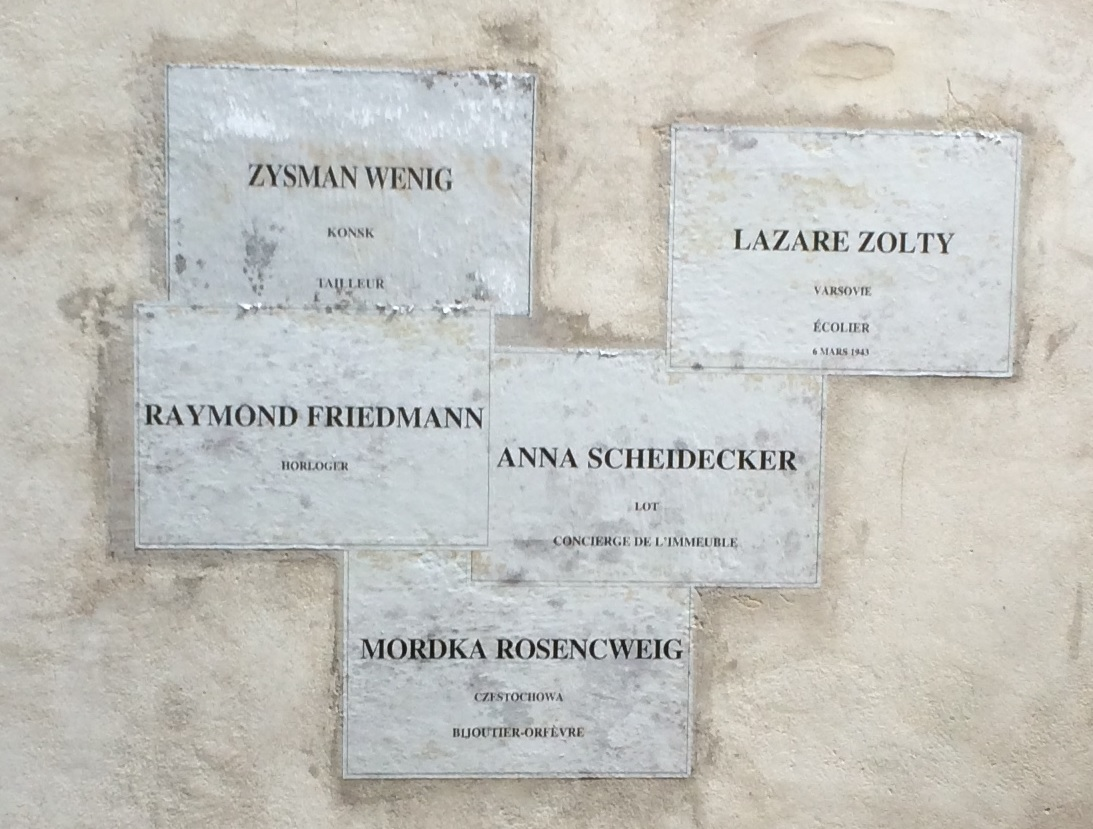
Christian Boltanski, Los habitantes del palacete de Saint-Aignan en 1939, París, 1998, texto impreso en papel, pegado en una pared exterior, 40 x 60 cm, donación de Christian Boltanski, Museo de arte e historia del judaísmo, París.

El mahJ no deseaba dedicar una sala al Holocausto, ya que, en el momento de su creación, el proyecto de un memorial del Holocausto ya existía a unos 800 m del museo: “Un museo del Holocausto abrirá sus puertas en París como la prolongación ya prevista del Memorial judío”. Así que el mahJ y el Memorial se complementan. Sin embargo, el museo da cuenta de la vida de algunos judíos de Europa del Este, de Rusia, de Polonia y de Rumania que habían venido a vivir a París a principios del siglo XX y cuyos caminos llevan todos al palacete de Saint-Aignan. El mahJ propone un itinerario documentado de la vida de doce inmigrantes judíos en París, que ilustran la vida judía en el barrio le Marais, así como las organizaciones comunitarias; la última parte se dedica al final de vida de las comunidades exterminadas antes de ser deportadas.
La instalación conmovedora del artista contemporáneo Christian Boltanski, ubicada en el pequeño patio interior, completa esta presentación: son los nombres de los habitantes judíos y no judíos del palacete de Saint Aignan, en la víspera del la Segunda Guerra Mundial; nos va revelando la historia de las personas humildes que vivían allí antes de la guerra.

## Obras emblemáticas
Marc Chagall, Las puertas del cementerio
La representación de un cementerio judío por Chagall forma parte de un redescubrimiento del patrimonio judío por unos artistas de principios del siglo XX. Chagall había descubierto hacía poco la tumba de su abuelo: este cuadro es, en parte, una reacción a este acontecimiento. El artista va asociando los temas de la muerte y de la resurrección por medio de una citación del profeta Ezequiel: “abriré sus sepulcros y os resucitaré, ¡oh pueblo mío! Y os conduciré en tierra de Israel” (Ezequiel, 37:12)
Lápidas de la Edad media
Los restos de un cementerio judío parisiense del siglo XIII fueron descubiertos en 1849. Se encontró un importante conjunto de lápidas excepcionales que se exponen en la sala dedicada al judaísmo francés en la Edad Media; son el testimonio de la presencia judía en París en esta época, a pesar de numerosas persecuciones. Todas las lápidas llevan grabadas inscripciones hebraicas y asimismo constituyen documentos históricos de una comunidad judía.
Trono de limosna judeo-español
El Mahj conserva en sus colecciones un testimonio material único del judaísmo español del siglo XIV. Este trono de limosna, que procedía de Valencia, servía para la tsedaqqah, es decir, para la búsqueda de caridad en la sinagoga con el fin de donar todas las donaciones a los pobres en la fiesta de Purim (Pourim). Se puede leer una inscripción en judeo-español que hace referencia a la historia de Esther y del rey Asuero, leída la tarde de las festividades.
Sucot
Una sucá del siglo XIX notablemente bien conservada y de una excepcional calidad ha sido utilizada para el festival de Sucot, uno de los tres festivales de peregrinación. Los paneles vienen decorados con pinturas de un pueblo austriaco, de los primeros meses del decálogo (los 10 mandamientos) y de una vista de Jerusalén.
Vestido ceremonial
La Kswa el Kbirah, también llamada “berberisca”, es un vestido de boda típico de las grandes ciudades costeras del oeste de Marruecos; consta de tres partes: la falda, el corpiño y el bolero bordado. La confección de la vestimenta ilustra la influencia de la herencia española. En numerosas familias marroquíes, el vestido ceremonial se va heredando de madre a hija. Numerosos trajes similares han sido regalados al museo por familias marroquíes que viven en Francia después de la descolonización.
Arca santa
Este mueble de una sinagoga de Módena en Italia, es la única arca askenazi del siglo XV que haya sobrevivido. Su estructura y su diseño recuerdan la forma de una torre fortificada. Una inscripción pintada refuerza esta alegoría: “El nombre del Señor es una torre fuerte donde los justos pueden refugiarse”. Fue probablemente realizado por los artistas italianos Lorenzo y Cristoforo Canozzi que sobresalían por su dominio del arte de la marquetería, próspero en el Renacimiento italiano. Esta arca muestra como los judíos han pedido a los artistas más famosos de la época que realizaran muebles para la sinagoga. (Proverbios, 30:10)

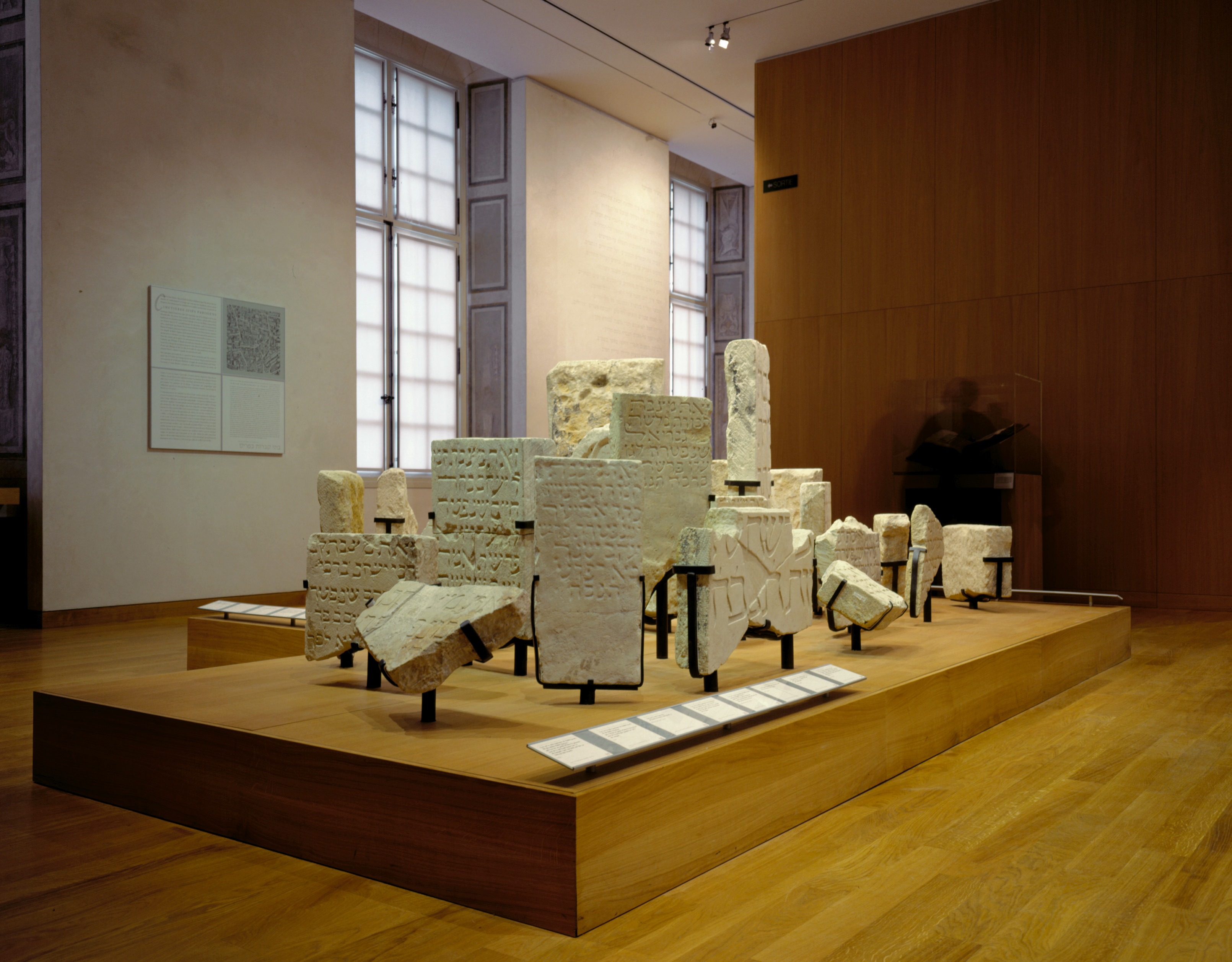
Tumbas medievales, París, siglo XIII, piedra caliza, préstamo a largo plazo del Museo Nacional de la Edad Media, París.
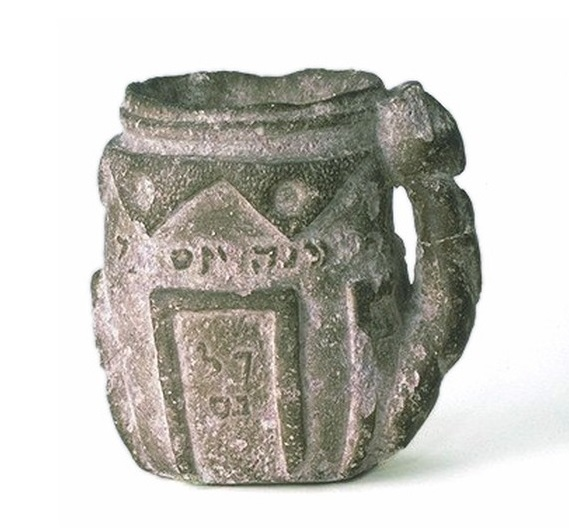
Trono de limosna para el Festival de Purim, España, 1319, piedra tallada, 13,2 x 12,5 cm, depósito del Museo Nacional de la Edad Media, París.
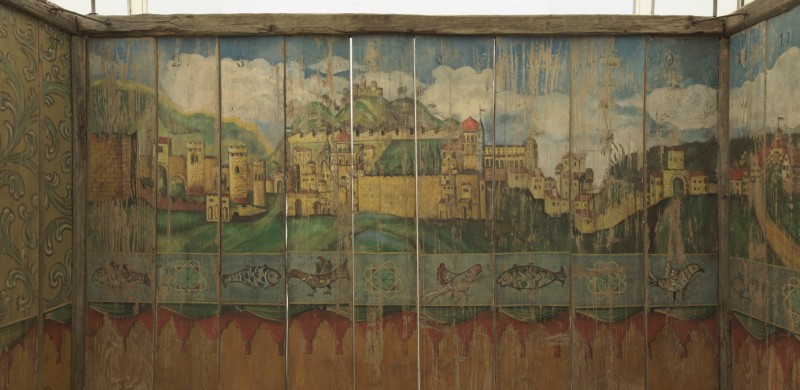
Cabaña para la fiesta de los Tabernáculos, Austria o el sur de Alemania, a finales del siglo XIX, madera resinosa pintada, elementos metálicos, ventanas de vidrio, 220 x 285 x 286,5 cm, Museo de Arte y de Historia del Judaísmo. Sucá pintada con vistas a Jerusalén.
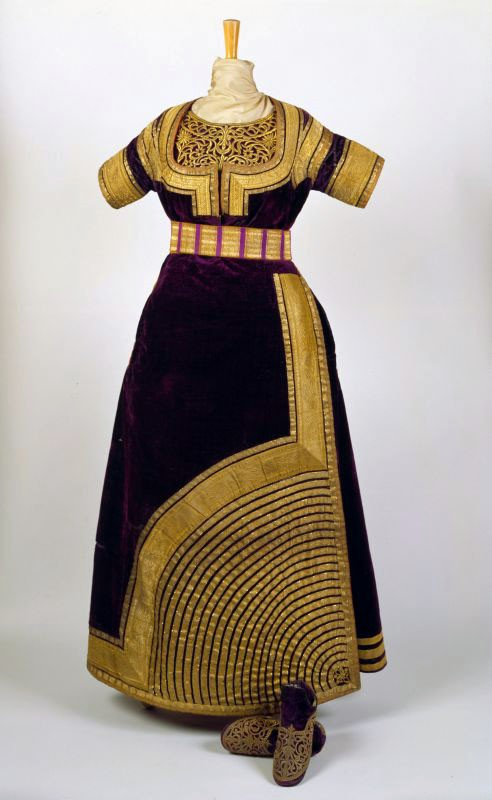
Vestido ceremonial, Kswa el Kbirah, Tetuán, Marruecos, finales del siglo XIX, terciopelo de seda, trenza de oro y forro de estampado, 111 x 329 cm, Museo de Arte y de Historia del Judaísmo, París.
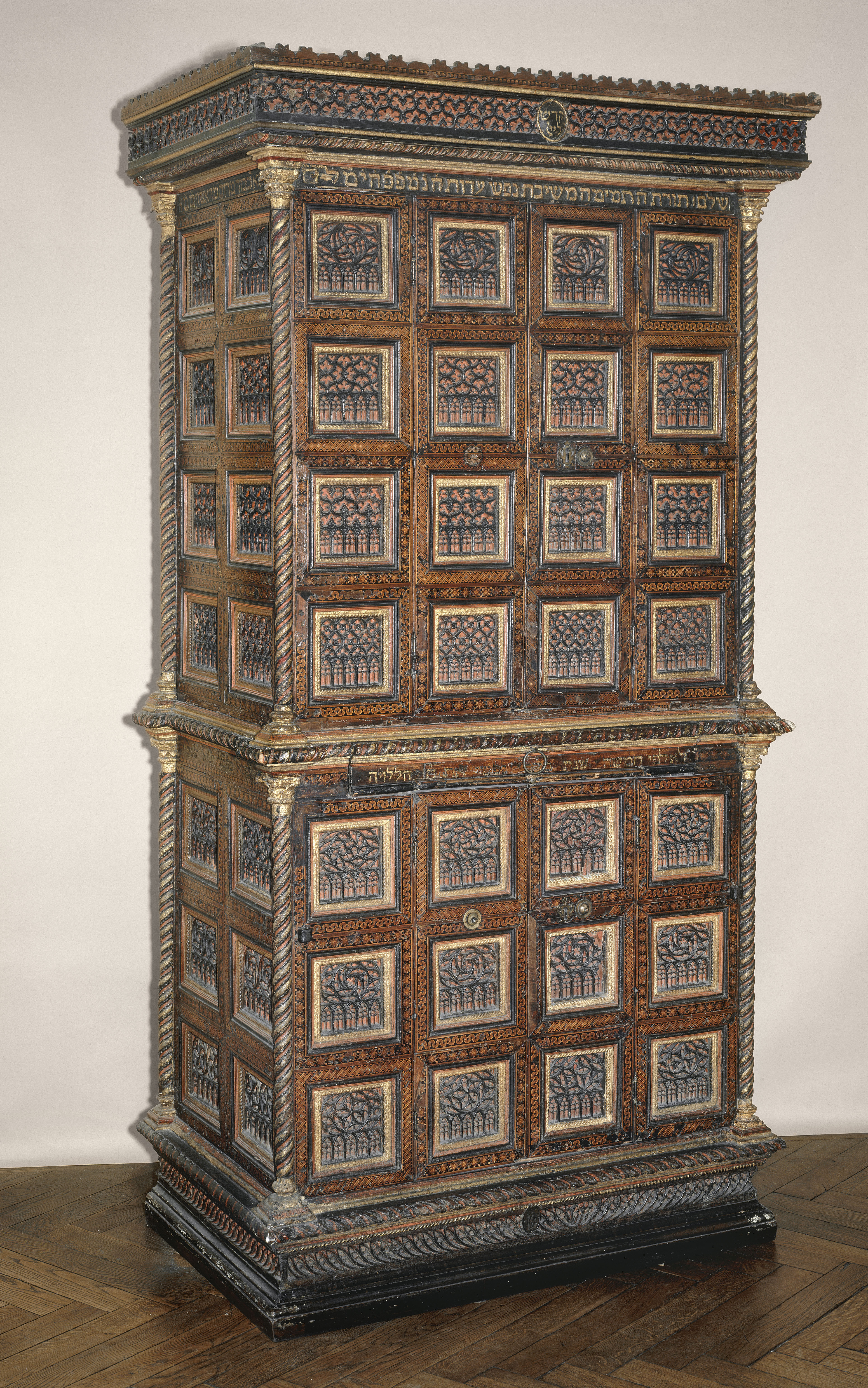
Arca sagrada, Aron ha-Kodesh, Módena, 1472, madera tallada e incrustada, 265 x 130 x 78 cm, préstamo a largo plazo del Museo Nacional de la Edad Media, París.

## El palacete de Saint-Aignan
Historia del palacete

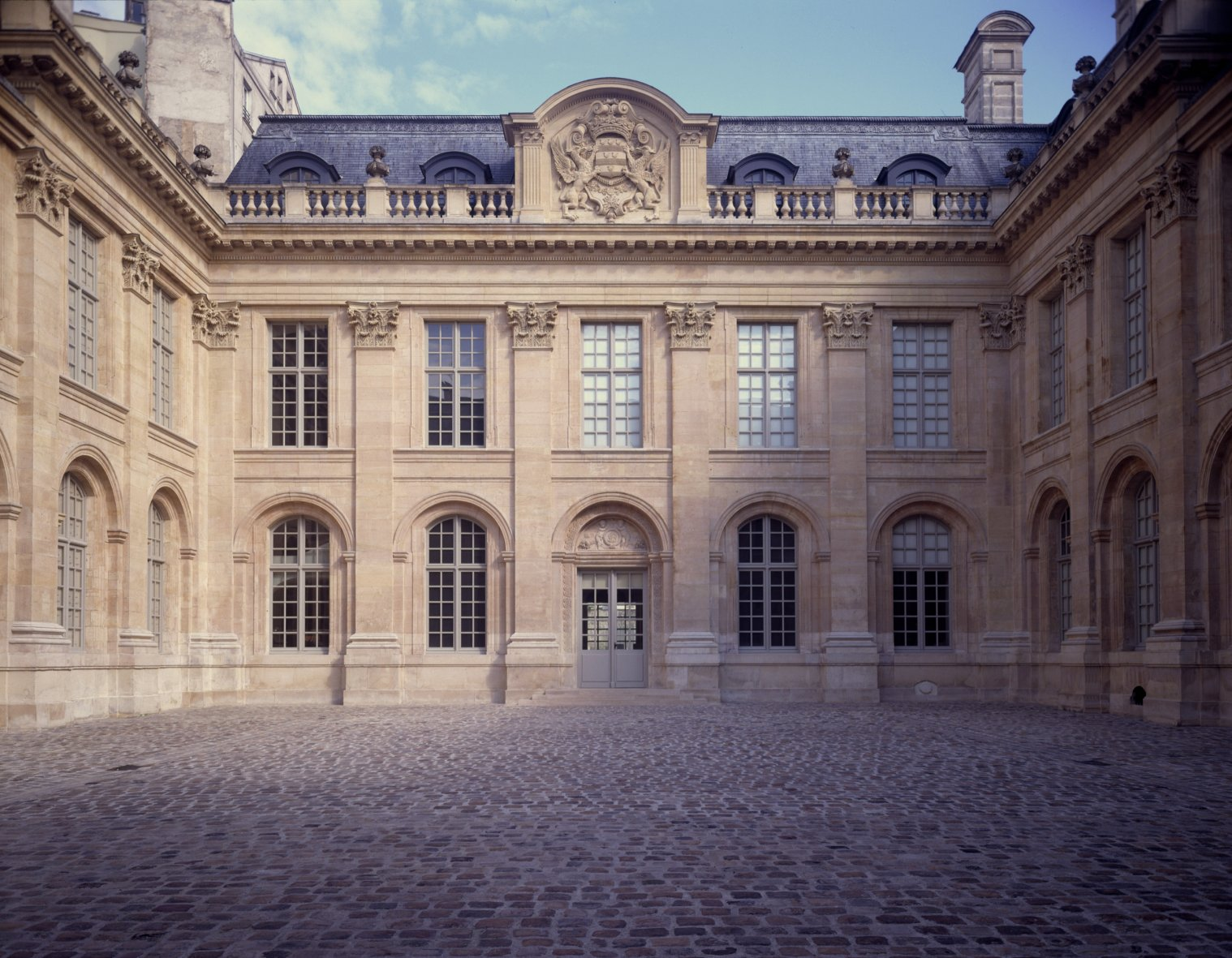
El patio del palacete de Saint-Aignan

El palacete de Saint-Aignan fue construido entre 1644 y 1650 para el Conde de Avaux, Claude de Mesmes; había ayudado al cardenal Richelieu y al cardenal Mazarino en la negociación de los tratados de Westfalia en 1648; el palacete fue concebido por el arquitecto del rey Pierre Le Muet (1591-1669). El Duque de Saint-Aignan, Paul de Beauvilliers (1648-1714), compró el palacete en 1688. Emprendió renovar y modernizar el edificio; la segunda planta fue transformada en apartamentos y el jardinero André Le Nôtre remodeló el jardín en un “jardín a la francesa”.
Después de la Revolución francesa, el estado francés confiscó el palacete en 1792: abrigó la sede de la séptima comuna de París en 1795 y luego la del séptimo distrito de París hasta 1823. Más tarde, fue dividido en locales comerciales diversos. Imágenes del principio del siglo XX, en particular las tomadas por Eugène Atget y los hermanos Seeberger, dan a conocer la vida de artesanos judíos rusos, polacos, rumanos y ucranianos.
Cuando la Redada del Velódromo de Invierno, el 16 de julio de 1942 fue cometido por el gobierno francés de Vichy, varios habitantes judíos del inmueble fueron detenidos y deportados. Trece habitantes judíos fueron asesinados en los campos nazis de la muerte.
En al marco del “Plan de salvaguardia del barrio del Marais”, la Ciudad de París adquirió el palacete en 1962 y este fue clasificado como monumento histórico en 1963. Una primera campaña de restauración empezó en 1978 bajo la dirección de Jean-Pierre Jouve, arquitecto jefe del Oficio nacional de los monumentos y de los sitios históricos. La segunda campaña de restauración se ha abierto en 1991, bajo la dirección de Bernard Fonquernie, también arquitecto jefe del Oficio nacional de los monumentos y de los sitios históricos.
Con el impulso de Jacques Chirac, entonces alcalde de París, el palacete ha sido escogido en 1986 por el Ayuntamiento de París para la instalación de un museo dedicado a la civilización judía: el Museo de Arte y de Historia del Judaísmo.
Arquitectura del edificio

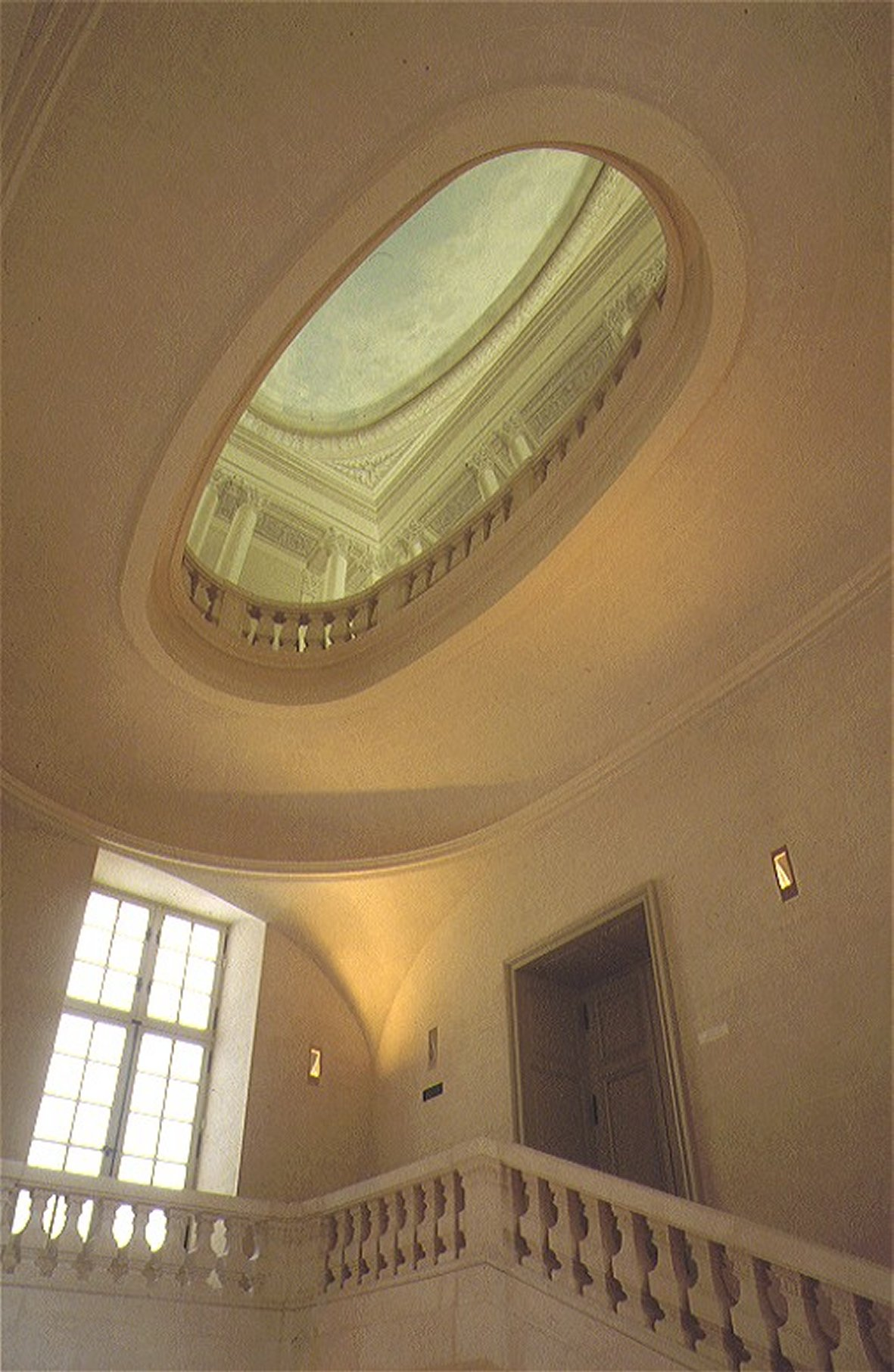
Gran escalinata

El palacete se ha construido en gran solar irregular entonces ocupado por la casa heredada de Claude de Avaux, en 1642. Pierre Le Muet derribó el edificio antiguo y siguió el modelo habitual de las grandes casas aristocráticas: la residencia, el cuerpo -entre patio y jardín-, el gran patio de honor rectangular. La planta baja abrigaba el vestíbulo, las salas de recepción, la antesala y el comedor. Este espacio, ahora, es la librería del museo, donde los visitantes pueden admirar varios frescos excepcionales, descubiertos cuando la restauración del edificio.
Un pasillo abovedado desembocaba a un patio más pequeño en el cual las dependencias y las caballerizas tenían su propio porche de entrada que daba a la calle.
Para crear una impresión de simetría, Le Muet ha decorado el muro del edificio colindante con falsas ventanas y pilastras semejantes a las del ala derecha del muro construido bajo Philippe Auguste a finales del siglo XII.
El Duque de Saint-Aignan emprendió una campaña de renovación y de modernización del edificio y amplía el ala derecha con habitaciones que dan al jardín. Construyó una gran escalera e instaló unos apartamentos en la antigua galería del segundo piso. El periodo de referencia de las restauraciones del siglo XX se inspira de las de finales del siglo XVII.

## Estatutos
El Museo de Arte e Historia del Judaísmo se organiza en asociación, conforme a la ley de 1901. Su objetivo no es lucrativo. Es un museo público, laico, subvencionado por La Ciudad de París y el Ministerio de Cultura. El Consejo de administración consta con cinco representantes del Ministerio de Cultura, cinco de la Ciudad de París, seis de instituciones judías y cuatro personas escogidas por la Fundación Pro mahJ.

## Directores del mahJ
- 1988–1998 (prefiguración): Laurence Sigal-Klagsbald
- 1998–2011: Laurence Sigal-Klagsbald
- 2012: Laurent Héricher
- Desde 2013: Paul Salmona

## Fundación Pro mahJ
La Fundación Pro mahJ fue creada en 2003: su objetivo es el de fomentar las actividades del museo, en particular financiar exposiciones y publicaciones, y también enriquecer la colección; es una iniciativa de Claire Maratier (1915–2013), hija del pintor Michel Kikoine.
La fundación recibe donaciones y legajos para apoyar económicamente el museo y organiza regularmente acontecimientos específicos para los donadores. Cada dos años se otorga el “premio Maratier” a un artista contemporáneo.

## Exposiciones e instalaciones
El museo promueve el arte judío contemporáneo al promover exposiciones temporales Archivado el 24 de octubre de 2019 en Wayback Machine.; como ejemplos: en noviembre de 2016 una instalación de la artista israelí Sigalit Landau, Miqlat (Shelter) se exhibió en el patio principal del museo. También ha acogido el mahJ obras del artista israelí Moshe Ninio: Glass(es) y Morgen. Anteriormente el mahJ ha expuesto obras de artistas modernos y contemporáneos, como Sophie Calle, Gotlib, Christian Boltanski, Michel Nedjar y Micha Ullman.